# Boxa

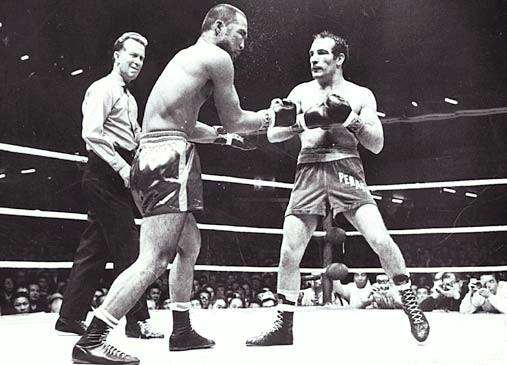
Combat de boxa.

La boxa (de l'anglès boxing), també coneguda de vegades com a boxa anglesa o boxa irlandesa, és un esport de contacte en el qual dos combatents lluiten utilitzant únicament els seus punys recoberts amb guants encoixinats, colpejant el seu adversari de la cintura cap amunt, dins un quadrilàter o ring especialment dissenyat amb aquest objectiu, en breus seqüències de lluita anomenades assalts o rounds i d'acord amb un reglament precís.
D'una forma més general, boxa o pugilat es refereix a un ampli gènere d'esports de contacte en els quals dos adversaris s'enfronten en lluita utilitzant els punys, de manera exclusiva o no, diferenciant-se segons les seves regles diferents esports com la ja esmentada boxa anglesa, la boxa francesa o savate, la boxa xinesa o boxa Shaolín, el kickboxing o boxa japonesa, el muay thai o boxa tailandesa, els antics pugilats grecs com el pygmachia i el pancraci, etc.
La primera codificació de les normes que regulen els combats de boxa data de l'any 1743, mentre que les regles encara vigents van ser establertes el 1889 pel marquès de Queensberry, qui entre altres coses va introduir l'ús dels guants.
Tradicionalment ha estat considerada com una pràctica esportiva exclusivament masculina, afectada legalment i cultural per prejudicis de gènere. El reconeixement dels drets de les dones i els avenços en la lluita contra la discriminació han permès que en les darreres dècades es registrés un apogeu de la boxa femenina.

## Història

### Antecedents

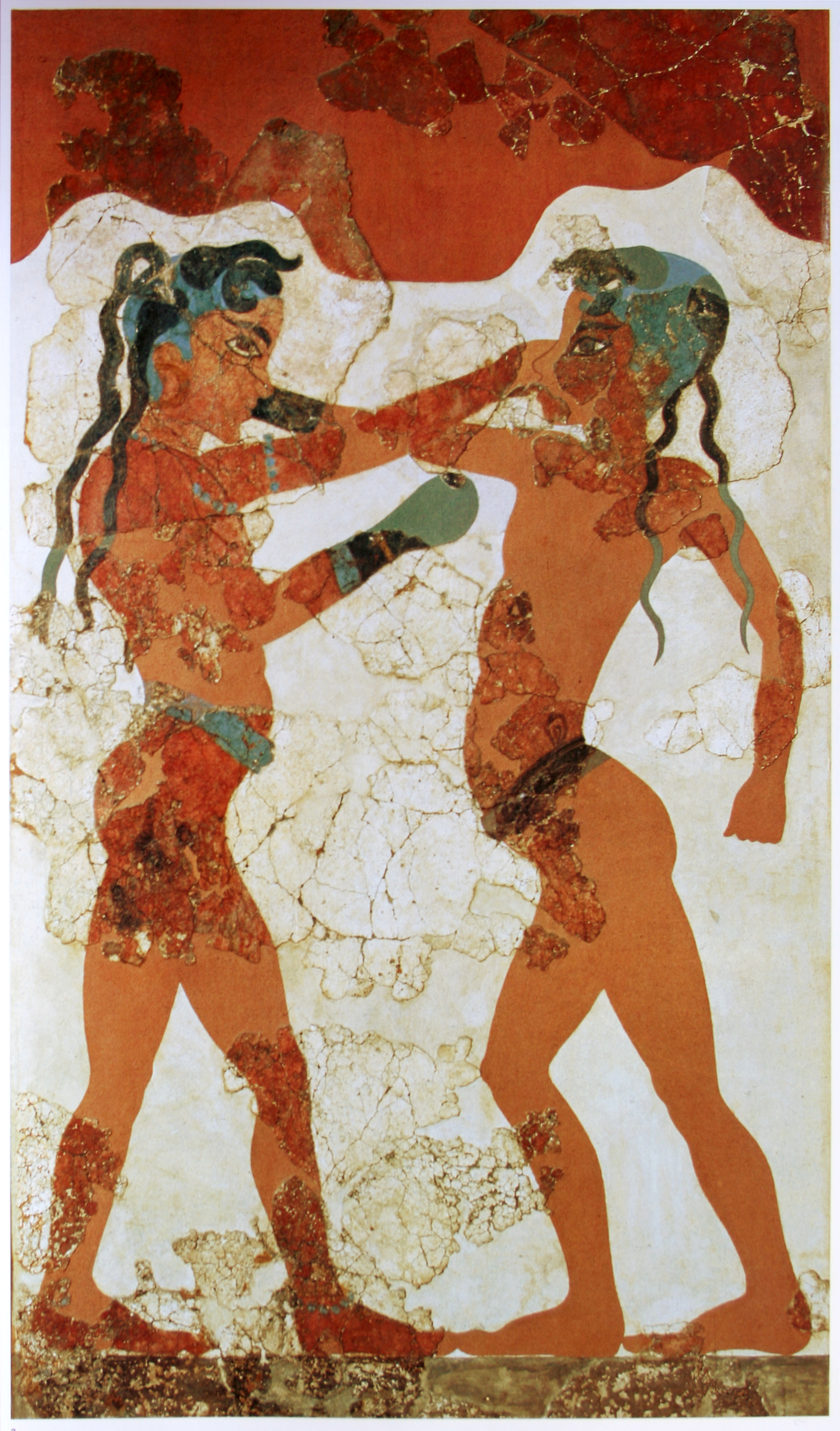
Fresc minoic de dos joves fent boxa amb guants, trobat a l'illa de Santorí.

Lluitar amb els punys com a competició i espectacle és una de les activitats esportives més antigues del món. Les competicions de boxa s'han practicat des de l'antiguitat a tots els continents llevat del continent americà.
El seu origen és africà i data del 6000 aC, a la zona de l'actual Etiopia, d'on es va difondre primer a l'antiga civilització egípcia, i a les civilitzacions mesopotàmiques després, on es troben baixos relleus de boxejadors que daten de l'any 5500 aC Des d'Egipte va passar a la civilització minoica desenvolupada a Creta, mentre que des de Mesopotàmia es va expandir a l'Índia.
Els pugilistes egipcis van utilitzar una mena de guant que cobria el puny fins al colze. El costum d'utilitzar guants es troba també a Creta i després a l'antiga Grècia, on ja existeixen referències a la boxa a La Ilíada d'Homer al segle viii aC:
| «                            | Cenyits ambdós contendents, van comparèixer al mig del circ, van aixecar les robustes mans, es van escometre i els fornits braços es van entrellaçar. Cruixien d'una manera horrible les mandíbules i la suor brollava de tots els membres. El diví Epeu, carregant, va donar un cop a la galta del seu rival, que l'espiava; i Eurialos no va seguir en peu molt de temps, perquè els seus bells membres van defallir. Com, encrespats la mar al buf del Bòreas, salta un peix a la riba poblada d'algues i les negres onades el cobreixen de seguida, així Eurialos, en rebre el cop, va fer un salt cap enrere. Però el magnànim Epeu, agafant-lo per les mans, el va aixecar; el van envoltar els companys i se'l van endur del circ —arrossegava els peus, escopia negra sang i el cap s'inclinava de banda;— el van asseure entre ells, esvaït, i van anar a recollir la copa doble. | » |
| — La Ilíada, Cant 23, v. 676 | |   |

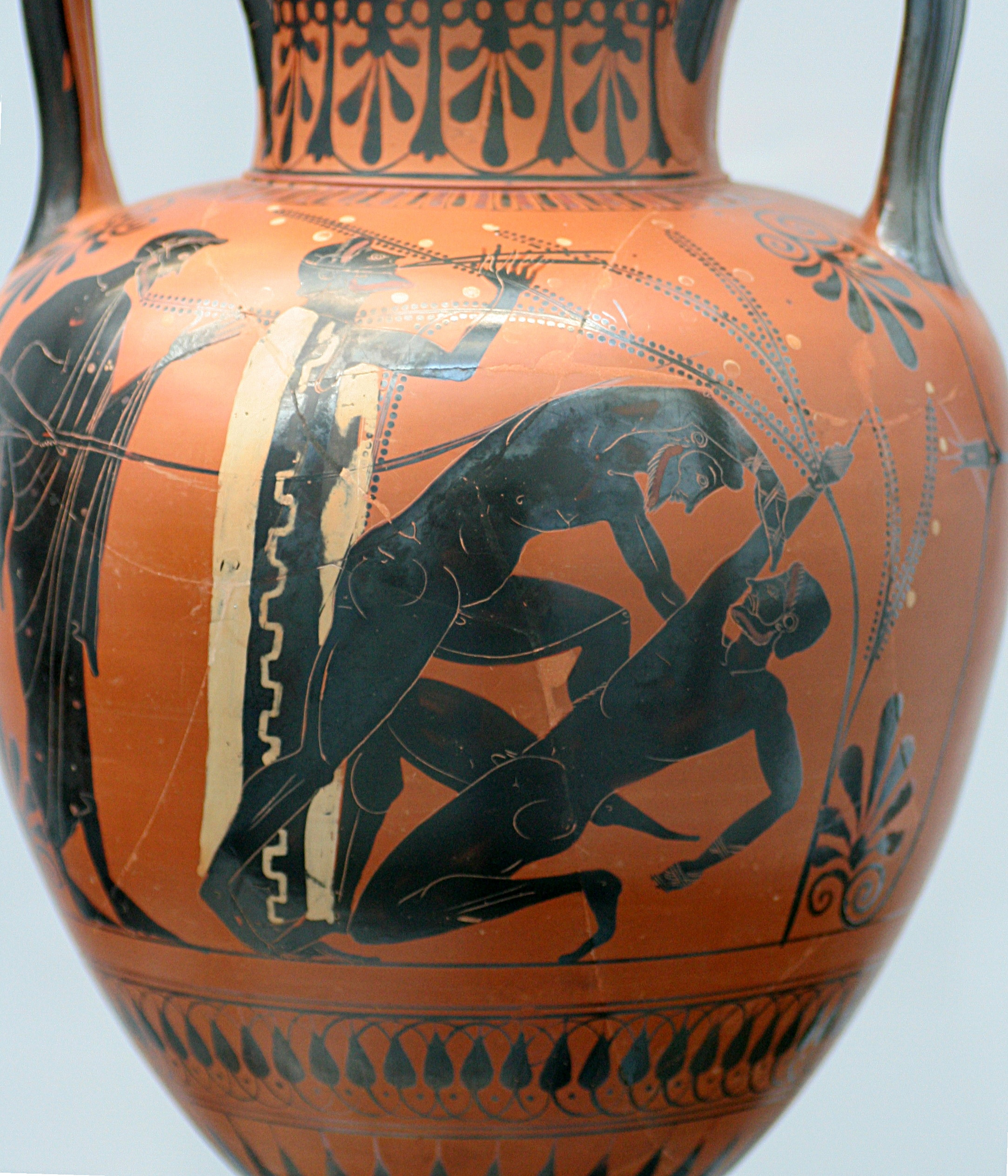
Àmfora amb motius pugilístics d'aproximadament l'any 500 aC.

El 688 aC la boxa (pugilat) va ser inclosa als XXIII Jocs Olímpics de l'antigor amb el nom de pygme o pygmachia (en grec antic «baralla de punys»; pyg = puny i machè = baralla), on va ser consagrat Onomastos de Smirna com a primer campió olímpic de boxa. A Grècia els púgils s'entrenaven amb sacs de sorra anomenats korykos i utilitzaven unes corretges de cuir anomenades himantes, les quals cobrien les mans i els canells, i de vegades els avantbraços, tot i que deixant els dits lliures. Al segle iv aC els himantes van evolucionar i transformar-se en spahiras, primer i després en guants, coneguts com a oxeis himantes.

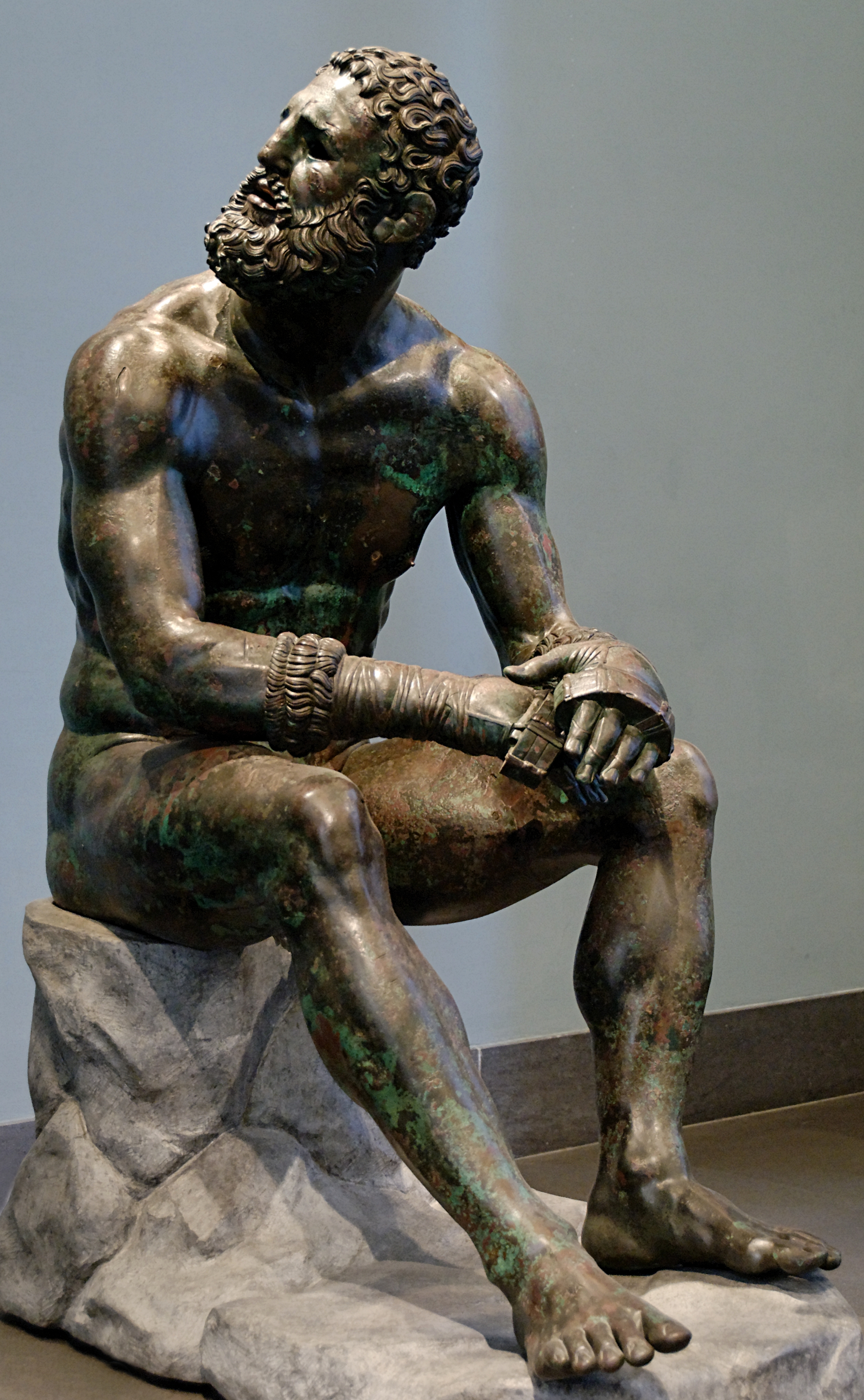
Boxejador del Quirinal. Escultura en bronze de la Grècia hel·lenística. Noteu els embenats a la mà esquerra del "boxejador de Terme" (Museu de Roma).

La boxa també va ser practicada durant els primers temps de l'antiga Roma, però va ser pràcticament eliminada com a activitat a tot Europa amb l'aparició del cristianisme. Contràriament al que va passar a Europa, la boxa va tenir una gran difusió arreu de l'Àsia. Hom estima que al començament de l'era cristiana, va aparèixer el muay boran o boxa ancestral al sud-est asiàtic.

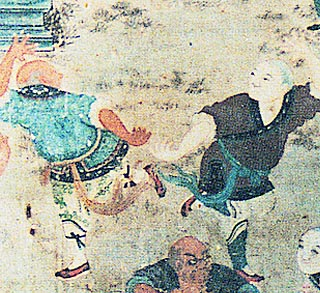
Boxa xinesa. Pintura al monestir Shaolin.

Llegendàriament, s'ha atribuït a Bodhidharma, monjo hindú i patriarca budista que va viure al segle v, la creació de la boxa Shaolin o boxa xinesa (Shao-Lin-Chuan), a causa de la seva aparició al monestir Shaolin. Al segle xiii va aparèixer el muay thai o boxa tailandesa a Siam, la qual es va convertir en esport professional el segle xvii. Des del seu origen el muay thai es va practicar en un espai quadrat delimitat per una corda. El 17 de març de 1774 el boxejador tailandès Nai Khanomtom va vèncer deu campions birmans, gesta per la qual va ser premiat amb el títol de «Pare del Muay Tailandès».
Al segle xvii, coincidint amb l'expansió a l'Àsia de l'Imperi Britànic i de França, el pugilat va arribar a Anglaterra, on rebria el nom de boxing o boxa anglesa, al mateix temps que a Marsella, mariners influenciats per la boxa del sud-est asiàtic van començar a donar forma al savate o boxa francesa.

### L'era de la boxa amb el puny descobert

#### Orígens de la boxa anglesa

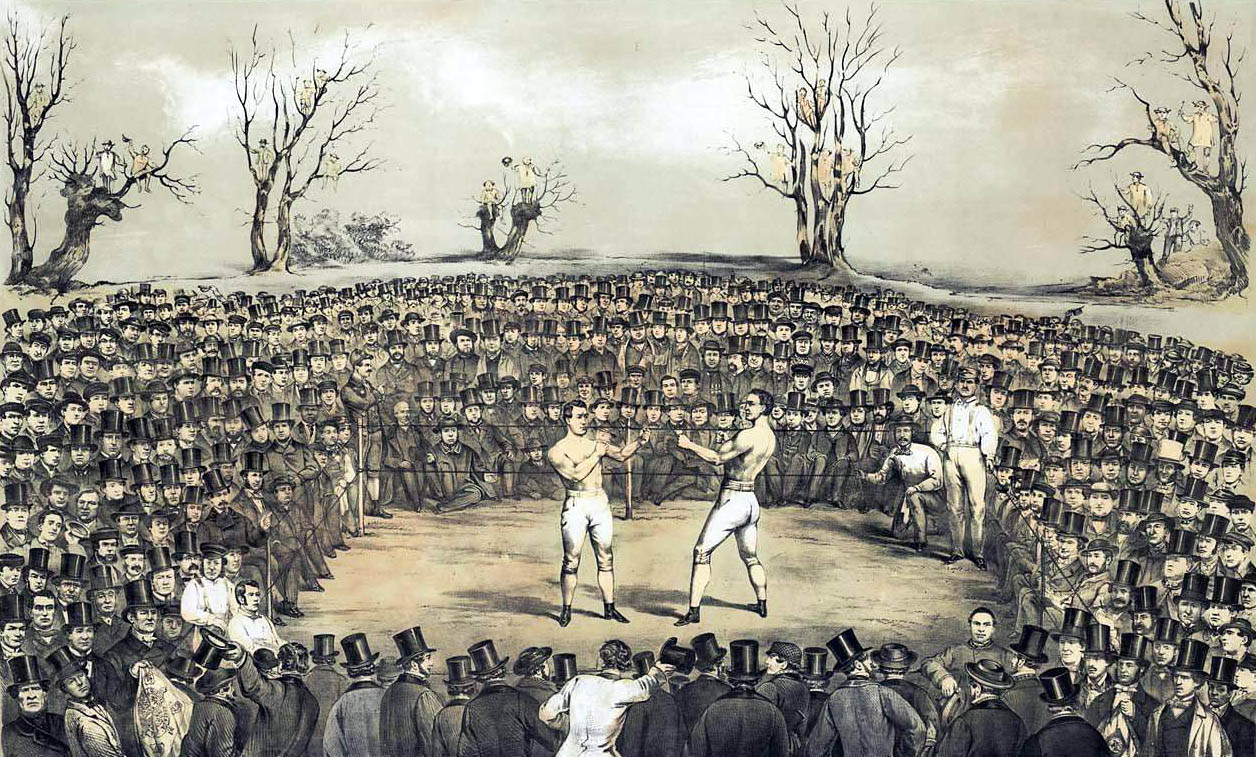
Combat de boxa amb el puny descobert a començament del a Anglaterra.

La paraula "boxing" ja era utilitzada a Anglaterra el segle xvi per referir-se a una baralla de punys. No obstant això, la primera constància d'un combat de boxa, com a justa esportiva entre dos contrincants, és de 1681, mentre que el primer ús de la paraula "boxing" per referir-se a l'esport, data de 1711.
Al segle xviii la boxa va esdevenir una pràctica esportiva de gran difusió al Regne Unit i les seves colònies, i va arribar d'aquesta manera a Amèrica. Durant dos segles els combats es van realitzar sense guants (amb puny descobert) i sense cap límit de temps, amb la finalitat d'organitzar espectacles d'apostes, conformant una pràctica massa violenta, en la qual habitualment els púgils resultaven seriosament ferits o morts. En aquests primers anys els espectadors formaven un anell (ring) al voltant dels combatents, que solien ser homes, tot i que també hi havia lluites de dones i fins i tot d'animals.
Durant les primeres dècades del segle xviii, van aparèixer a Londres persones que s'autoanomenaven «mestres de defensa» (Masters of Defense). El 1719, un d'aquests mestres, el britànic James Figg, es va proclamar campió d'Anglaterra i va reptar qualsevol persona blanca a vèncer-lo, al ring de l'amfiteatre que ell mateix va construir a la Posada Greyhound, a Thame, Oxfordshire i després també a Londres. S'estima que entre 1719 i 1730 o 1734 Figg va realitzar 270 combats, guanyant-los tots llevat d'un. Amb la mort de Figg el 1734, un dels periòdics de Londres va realitzar la següent crònica:
| « | El dissabte passat va haver-hi una Prova d'Habilitat entre l'invicte heroi, "Mort", d'un costat, i de l'altre, el fins aquest moment invicte heroi "Mr. James Figg", el famós lluitador per premi i Mestre de la Noble Ciència de la Defensa. La batalla va ser obstinadament disputada per ambdós costats, però al final el primer va obtenir una victòria total i el segon, obligat a sotmetre's a un Adversari Superior, valentament i amb dignitat, es va retirar, expirant aquesta tarda a la seva casa d'Oxford Street. | » |

#### Les regles de Broughton

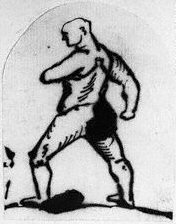
Dibuix de Jack Broughton, pel Mariscal George Townshend.

Jack Broughton va ser el campió successor de Figgs. Va introduir un enfocament tècnic i metòdic per a la pràctica de l'esport, optimitzant els cops i els desplaçaments. El 1741 va vèncer George Stevenson en un combat de 35 minuts, com a resultat del qual Stevenson va morir pocs dies després. Inicialment Broughton va abandonar la pràctica de la boxa, però després ell mateix es va convèncer que la boxa necessitava regles pensades per tal d'evitar que els púgils patissin danys irreversibles.
Les normes de Broughton estaven integrades per set regles que eren obligatòries per als púgils que acceptessin boxejar al seu amfiteatre. Aquestes regles establien el deure de retirar-se al seu propi costat del ring davant una caiguda de l'oponent; l'obligació de comptar 30 segons després d'una caiguda per ubicar-se al centre del ring i reprendre el combat o ser considerat "home vençut"; que només els púgils i els seus segons podien pujar al ring; la prohibició d'arranjaments privats entre els púgils sobre el repartiment dels diners, l'elecció d'umpires per resoldre disputes entre els boxejadors, la prohibició de colpejar l'adversari quan aquest fos a terra, i l'admissió dels cops només per sobre de la cintura.
Broughton també va crear els quadrilàters de boxa elevats i afavorí l'ús de guants durant els entrenaments i demostracions, per amortir els cops. Les regles de Broughton es mantindrien en vigència, amb algunes modificacions, fins al 1838, quan van ser reemplaçades per les regles del London Prize Ring.
En aquest període es va introduir la boxa a Amèrica. El primer boxejador americà de qui es té coneixement va ser Bill Richmond (1763–1829), un afroamericà nascut esclau, conegut com «el Terror Negre», qui només va perdre un combat el 1805, quan amb 41 anys va lluitar contra el llavors campió mundial Tom Cribb, i fou derrotat al round 60. També va destacar Tom Molineaux (1784-1818), un esclau de Virgínia que va comprar la seva llibertat amb els seus guanys en la boxa i que també va perdre amb Cribb el 1811.

#### Les regles del London Prize Ring

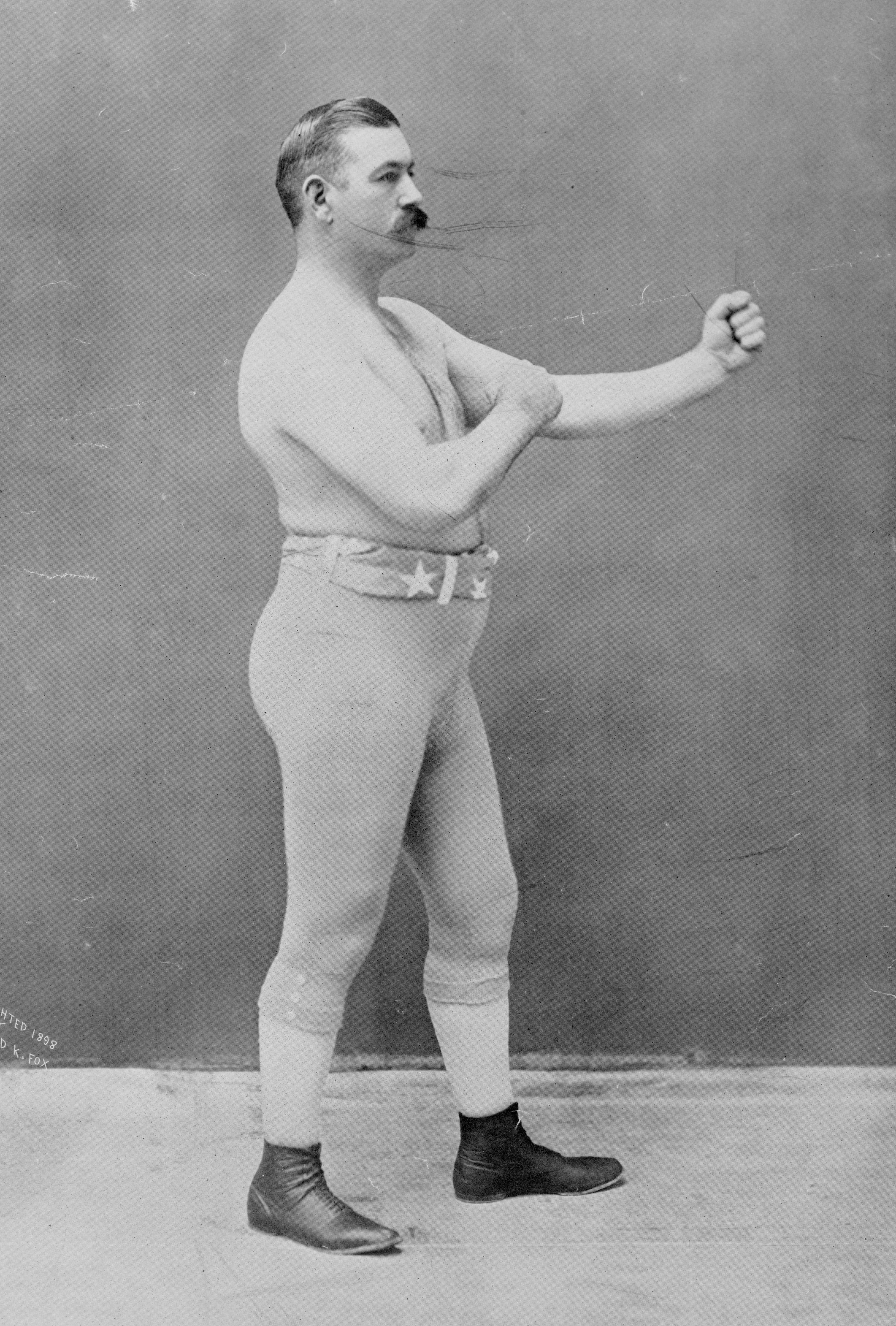
El boxejador estatunidenc John L. Sullivan (1858-1918) és considerat l'últim campió mundial de boxa amb puny descobert i el primer de la boxa amb guants.

El 1838 l'Associació Britànica per a la Protecció dels Púgils (British Pugilists' Protective Association) va establir un nou conjunt de regles per a la boxa, que es van difondre ràpidament per tot el Regne Unit i els Estats Units. Les noves disposicions van prendre com a base les regles de Broughton, i van ser conegudes com les Regles del London Prize Ring, que es tradueix com "Regles de la Boxa per Diners de Londres".
Les regles del London Prize Ring de 1838 estaven integrades per 23 regles. Aquestes establien un estàndard per a la construcció dels rings de 24 peus (7,3 m) de costat, els assistents dels púgils i les seves funcions per atendre'ls, els umpires i referee, la reglamentació dels "racons", els 30 segons del púgil caigut per tornar al centre del ring a punt per tornar a iniciar el combat, i diverses prohibicions com la d'ingressar al ring durant el progrés del round, la dels assistents de dirigir o agredir el púgil adversari, de colpejar amb el cap, de colpejar l'adversari caigut o amb un genoll a la lona, de colpejar sota la cintura, d'utilitzar els dits o ungles per fer mal al contrincant, d'expulsar, etc.
Les regles del London Prize Ring van mantenir la boxa amb el puny descobert, però van introduir la possibilitat que cada boxejador pogués posar un genoll a la lona per aturar la lluita durant el compte de 30 segons, per tal de permetre una millor recuperació. El 1853 les regles del London Prize Ring van ser ampliades, i el 1866 es van establir les Regles Noves aprovades per la creada recentment Pugilistic Benevolent Society.
Durant l'era del pugilat amb puny descobert no va existir la boxa aficionada. Els combats es realitzaven sempre pel premi en diners que es posava en joc –d'aquí el terme prize-ring–, i els espectadors feien apostes que es pagaven en el moment. L'activitat sempre havia estat il·legal, però havia sobreviscut perquè gaudia del suport popular i perquè l'hi havien donat suport molts homes influents.
Tampoc no hi havia varietat de categories segons el pes dels púgils. Hi havia només un "campió", que solia ser un dels més pesants. El terme "pes lleuger" va començar a utilitzar-se a començaments del segle xix i de vegades s'organitzaven combats entre els homes més lleugers, però no hi havia cap campionat específic per a ells.
La boxa a puny descobert "pel premi" es va limitar als països anglosaxons i si bé durant el segle xviii els principals boxejadors van ser britànics, a mitjan segle xix Estats Units va anar desplaçant a Anglaterra, tant pel que fa al lloc principal dels combats com a origen dels boxejadors més destacats.
Cap a mitjan segle xix, però, la decadència de la boxa amb puny descobert era evident:
| «                | Cap a mitjan segle dinou la lluita per premi (Prize fighting)... va patir, per una varietat de raons internes, una brusca declinació en adhesió. La lluita per premi, que sempre va tenir una dubtosa associació amb el baix món criminal, s'havia convertit ara clarament en vehicle dels interessos de les apostes: els combats eren arreglats, els lluitadors i els àrbitres comprats, amb l'ideal d'una baralla neta donant pas a la presumpció de corrupció. | » |
| — Jack Anderson. | |   |

D'aquesta manera el pugilat amb puny descobert va anar desapareixent a poc a poc. El 1882 els tribunals anglesos van decidir, en el cas R c. Coney, que un combat amb puny descobert suposava un assalt criminal causant de lesions, sense importar que hagués existit consentiment dels participants.
El 8 de juliol de 1889 es va realitzar el combat Sullivan-Kilrain, considerat l'últim combat de campionat amb el puny descobert, amb el triomf del primer. L'estatunidenc John L. Sullivan és considerat un pont entre la boxa amb el puny descobert i la boxa amb guants, essent l'últim campió mundial d'aquella i el primer d'aquesta.

### L'era de la boxa amb guants

#### Les regles de Queensberry

Detall d'una animació (1890-1900).

El 1867 es va inaugurar a Londres el centre poliesportiu Lillie Bridge Grounds. Allà, per iniciativa de John Graham Chambers, va establir-hi la seva seu l'Amateur Athletic Club, organització que va decidir aquell any d'organitzar els primers campionats de boxa amateur de la història, establint també per primera vegada tres categories segons el pes dels púgils: pes lleuger, pes mitjà i pes pesant. El torneig va ser patrocinat per John Douglas, 9è Marquès de Queensberry, i va utilitzar un conjunt de dotze regles que Chambers havia escrit dos anys abans, i les quals serien publicades en aquell moment amb el nom de "regles de Queensberry per a l'esport de la boxa", o com són universalment conegudes, Regles de Queensberry.
Les Regles de Queensberry van originar la boxa moderna. Allà es va establir que els boxejadors havien d'utilitzar guants, que els rounds havien de durar tres minuts amb un minut de descans entre ells, el compte de deu segons al boxejador caigut i la prohibició de prendre, empènyer o abraçar el contrincant.
El primer púgil a guanyar un títol mundial segons aquestes regles va ser l'estatunidenc Jim Corbett, que va derrotar John L. Sullivan el 1892 al Club Atlètic «El Pelicà» de Nova Orleans, Estats Units. Amb l'acceptació gradual de les regles del Marquès de Queensberry, van sorgir dues branques clarament diferenciades de la boxa: la professional i l'aficionada. Cadascuna d'elles ha establert els seus propis organismes reguladors locals, nacionals i internacionals, amb les seves pròpies variacions de les regles.
Als Jocs Olímpics de 1904 s'hi va incloure la boxa com a esport olímpic, i es van establir les set categories clàssiques: pes pesant, pes semipesant, pes wèlter, pes lleuger, pes ploma, pes gall i pes mosca.

#### Difusió mundial de la boxa

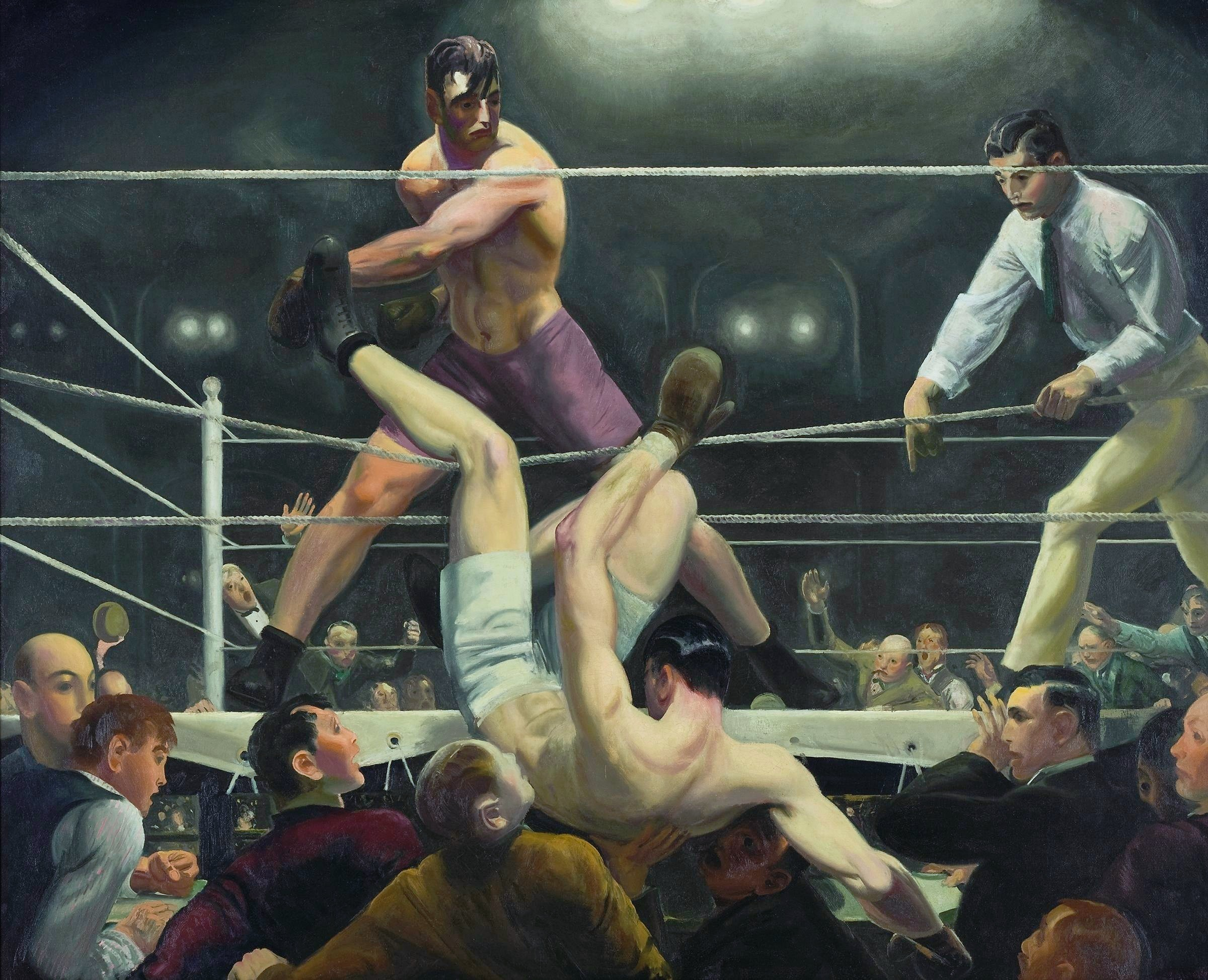
"Dempsey i Firpo", quadre de George Wesley Bellows. Luis Ángel Firpo va ser el primer iberoamericà a combatre per un títol mundial, el 1923.

Des de la fi del segle xix la boxa va començar a difondre's en països no anglosaxons, principalment en aquells en els quals hi havia influència britànica o nord-americana, com ara l'Argentina, l'Uruguai, Panamà, Cuba, Mèxic, Puerto Rico, les Filipines, Sud-àfrica i Espanya. A l'Argentina, el primer campionat de boxa es va realitzar el desembre de 1899, consagrant campió a Jorge Newbery, un dels precursors de l'esport en aquest país. El 1903 es va organitzar la Federació Francesa de Clubs de Boxa. A Catalunya, Barcelona va acollir algunes sales de boxa -més voluntarioses que eficients- des de 1876. El 1903 es va crear a Barcelona l'Sportsmen's Club, en el qual el professor francès Vidal oferia exhibicions de boxa, i el 1908 el seu nebot, Jean Vidal, va obrir una sala de boxa al Gimnàs Vila. En aquella època també es practicava, a reduïda escala, al País Basc o a la Societat Gimnàstica Espanyola, de Madrid.

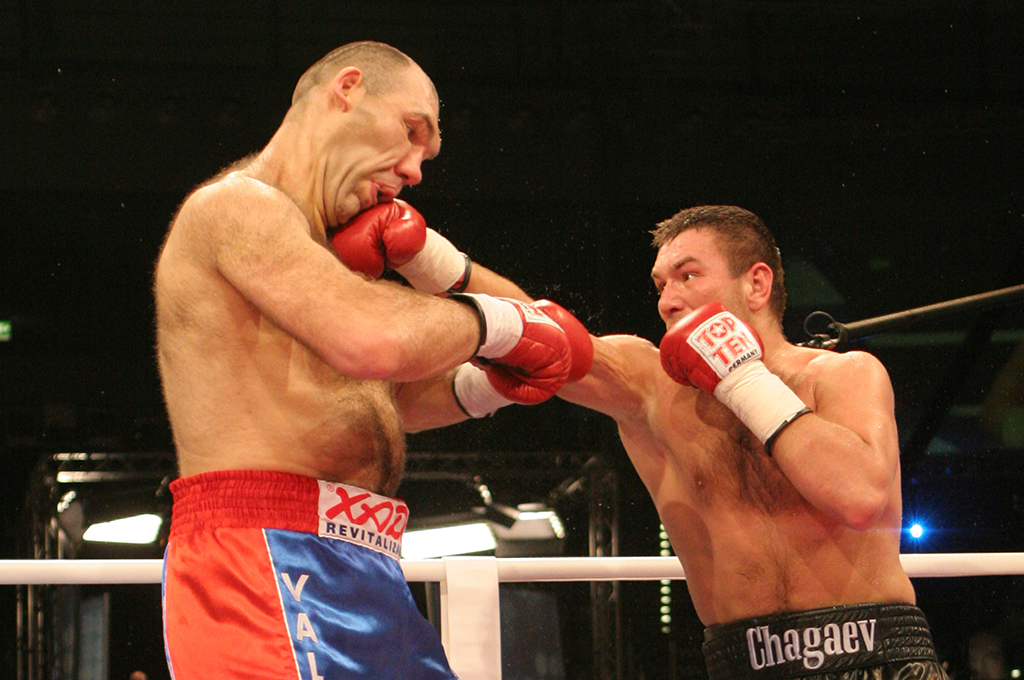
Combat Valuev vs. Chagaev (14/04/07) pel títol mundial dels pesos pesants.

El juny de 1923, amb diferència de dies, el francès Eugene Criqui i el filipí Pancho Villa, es van convertir en els primers campions mundials no anglosaxons, en obtenir el títol de pes ploma, el primer, i el títol de pes mosca, el segon. Aquell mateix any, l'argentí Luis Ángel Firpo va combatre pel títol mundial del pes pesant contra el campió Jack Dempsey, llançant-lo fora del ring d'un cop, encara que no li va ser concedida la victòria. El 1928 els argentins Arturo Rodríguez Jurado i Víctor Avendaño, es converteixen en els primers iberoamericans a consagrar-se campions mundials en obtenir la medalla d'or als Jocs Olímpics d'estiu, en les categories de pes pesant i pes semipesant, respectivament. El 1929 el panameny Panamá Al Brown es va convertir en el primer iberoamericà a aconseguir un títol mundial professional, en consagrar-se campió del pes gall.
Els boxejadors estatunidencs han dominat la boxa mundial, sobretot a la categoria del pes pesant, i s'han adjudicat la majoria dels campionats. De les 115 victòries pel títol professional dels pesants, obtingudes des de 1885 fins a 2008, 81 van correspondre a púgils dels Estats Units. Entre els més destacats hi ha Jack Dempsey, Joe Louis, Rocky Marciano, Archie Moore (rècord de 141 knockouts), Muhammad Ali, Joe Frazier, George Foreman, Mike Tyson, etc.
El primer campió de pes pesant no nord-americà va ser el britànic Bob Fitzsimmons (1889-1905), el primer a introduir el joc de peus i els desplaçaments laterals. Des de llavors i fins al 1980, només va haver-hi quatre campions de la màxima categoria no estatunidencs: el canadenc Tommy Burns (1908-1915), l'alemany Max Schmeling (1932-1933), l'italià Primo Carnera (1934 - 1935) i el suec Ingemar Johansson (1960-1962). El 2001 el porto-riqueny John Ruiz es va convertir en el primer "llatí" a conquerir el títol mundial de pes pesant.
A la boxa aficionada també hi han predominat -tot i que menys que a la boxa professional- els boxejadors estatunidencs, seguits dels cubans. En el medaller olímpic de boxa, des de 1904 fins a 2008, les següents són les deu primeres posicions, segons la quantitat de medalles d'or obtingudes: Estats Units (48), Cuba (32), Itàlia (15), Unió Soviètica (14), Regne Unit (14), Hongria (10), Polònia (8), Rússia (8), Argentina (7) i Sud-àfrica (6). Entre els campions olímpics destacats que no es van passar al professionalisme destaquen els cubans Teófilo Stevenson i Félix Savon, i l'hongarès László Papp, cadascun d'ells tricampió olímpic.
Durant tot el segle xx es van anar afegint noves categories i modificant els seus límits, estenent el rang des de la de menys pes, el pes mínim o palla, fins a la de major pes, el pes superpesant, actualment en vigència.
També s'han anat modificant l'extensió dels combats i dels assalts. A la boxa professional, el 1982, el Consell Mundial de Boxa (WBC) va prendre la iniciativa seguida després per les altres organitzacions, de reduir la durada dels combats per títol a dotze rounds -abans eren quinze rounds- després que el boxejador Duk Koo Kim morís a conseqüència del dany cerebral patit en una baralla, detinguda a l'assalt 14, contra el campió Ray "Boom Boom" Mancini.

### La boxa en l'art i la cultura popular

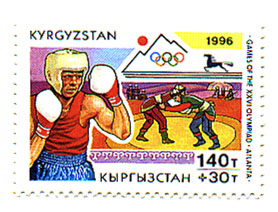
Segell del Kirguizstan.

La boxa ha estat part de la cultura popular moderna de diversos països, i ha estat plasmada en cançons, en obres cinematogràfiques i en altres formes i objectes diversos. Representacions de boxejadors han estat creades en escultures, i caricatures i cartells han estat vehicles d'expressió d'idees, crítiques o en l'àmbit polític. Pintures artístiques han reflectit algun esdeveniment de la boxa, i en filatèlia, diversos dissenys en segells han circulat celebrant tant a l'esport com a l'esportista. Se n'han escrit llibres i se n'han publicat revistes. De la boxa n'han derivat articles nous, com per exemple clauers, joguines i videojocs. En dibuixos animats s'ha lligat amb el cangur, i sobretot a cangurs (i gats) se'ls han posat guants de boxa (també hi ha una bandera australiana que porta el pictograma d'un cangur boxejador). La mascota i logotip de Netscape Communications Corporation, Mozilla, originalment era verd i feia servir guants de boxa.

### La boxa a Catalunya
La boxa, al costat del futbol, va gaudir de molta popularitat als Països Catalans, especialment a Catalunya, durant els anys 1930. De fet, es van arribar a fer combats davant moltes persones, tant a la plaça de toros de la Monumental, com a la plaça de toros de les Arenes o a l'estadi de Montjuïc.
Alguns dels boxejadors catalans més destacats van ser Josep Gironès, campió europeu i candidat al títol mundial, Carles Flix, Víctor Ferrand, Francesc Ros i Llorenç Vítria, entre d'altres. Molts d'aquests púgils catalans van ser escortes del president de la Generalitat Lluís Companys i Jover i, per tant, enemics directes del règim franquista. Alguns escriptors de l'àmbit catalanoparlant han dedicat part de la seva producció a parlar de la popularitat d'aquest esport durant els anys previs a la dictadura. Alguns dels més destacats en aquest sentit són Joaquim Roglan, qui va escriure sobre la situació dels boxejadors catalans durant l'època del franquisme al seu llibre Combat a mort: Gironès i els perseguits pel franquisme, i Juli Lorente amb la seva publicació Història de la boxa catalana, la qual fa un recorregut per la història d'aquest esport de combat durant la primera meitat del segle xx, més concretament del període que va de 1909 a 1949.

## Combats
Cada combat de boxa es divideix en diverses parts de 3 minuts de durada cada una. Quan està en joc el títol mundial se'n disputen 15, 12 pel títol continental o nacional, 10 pels combats sense títol en joc i 3 pels combats d'aficionats.

## Boxa professional i boxa amateur
Durant els segles XVII i xix, la motivació pels combats de boxa eren els diners. Mentre els lluitadors competien pel premi, els promotors controlaven les entrades, i els espectadors apostaven al resultat. El moviment olímpic modern va despertar l'interès per l'esport amateur, i en el cas de la boxa va esdevenir un esport olímpic el 1904. En la forma actual, els combats olímpics i altres combats aficionats són típicament limitats a tres o quatre assalts, el marcador és computat per punts basats en la quantitat de cops nets que hagin impactat sobre el cos sense importar la força, i els lluitadors vesteixen equip de protecció del cap, cosa que redueix el nombre de ferides, enviades a la lona, i knockouts.
La boxa professional es manté, de molt, com la forma més popular de l'esport globalment, tot i que la boxa amateur és predominant a Cuba i en algunes antigues repúbliques soviètiques. Per a la majoria dels lluitadors, una trajectòria aficionada, especialment als Jocs Olímpics, ajuda a desenvolupar les habilitats i guanyar experiència en preparació per a una carrera professional.

### Boxa femenina

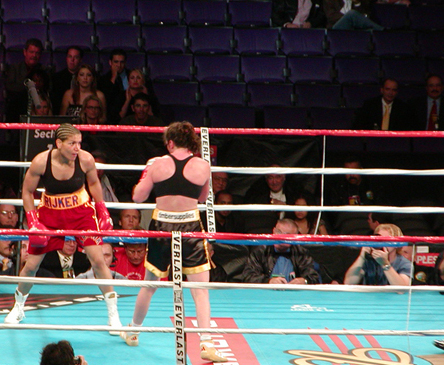
Les boxejadores Lucía Rijk i Jane Couch.

Tot i que hi ha antecedents des del segle xviii, l'esport de boxa exercit per dones ha trigat més a obtenir acceptació i popularitat entre atletes en molts dels països, sobretot a causa de prejudicis i discriminació. Arran d'aquesta discriminació, es van celebrar judicis famosos en diversos països per garantir el dret de les dones a practicar aquest esport.
Moltes són les similituds amb la boxa masculina pel que fa a tècnica i dedicació de l'esportista, encara que també s'hi troben algunes diferències. La boxa femenina formà part dels Jocs Olímpics de Londres 2012.
- Espectacles fora de la reglamentació oficial. En les últimes dècades, derivat de l'esport de la boxa i relegat a un aspecte més aviat relacionat amb l'espectacle i no tant amb l'esport en si, s'han realitzat combats femenins no necessàriament regulats per associacions esportives, sinó de caràcter més informal que han estat presentats primordialment a audiències masculines; aquests partits, en tant que són pràcticament de tipus no reglamentari, poden fer servir guants més grans.

### Boxa masculina
La boxa practicada per homes adquireix un caràcter tradicional, pràcticament a tot el món. Històricament la boxa masculina ha estat limitada i qüestionada per la possibilitat de patir danys greus per part dels púgils, fet que ha portat a una evolució de les regles per tal de protegir els competidors i minimitzar les possibilitats de patir danys.
A partir de la dècada de 1970 la boxa masculina ha tendit a fragmentar-se en diverses associacions internacionals, limitant severament d'aquesta manera, la possibilitat de l'existència de campions mundials, convivint generalment diversos campions mundials al mateix temps, segons l'associació que els reconegui.

### Boxa amateur

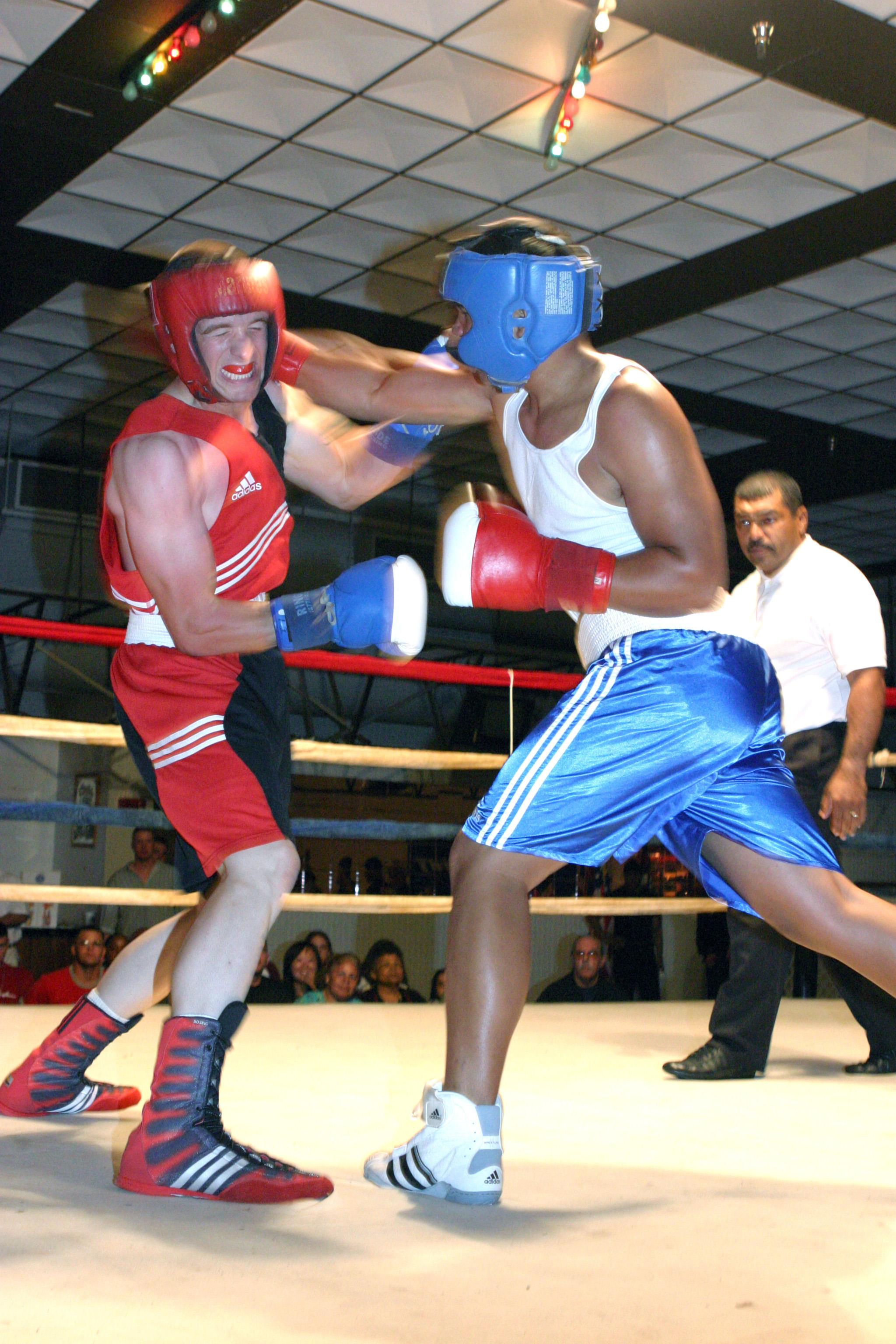
La protecció del cap és obligatòria a la boxa amateur.

Boxa

La boxa amateur es pot trobar a nivell col·legial, als Jocs Olímpics, als Jocs de la Commonwealth, als Jocs Panamericans, als Jocs Odesur i en molts altres llocs regulats per les associacions de boxa amateur. La boxa aficionada té un sistema de puntuació que mesura el nombre de cops nets practicats, més que el dany físic. Els combats consisteixen en quatre assalts de dos minuts als Jocs Olímpics, als Jocs de la Commonwealth, als Jocs Panamericans i als Jocs Odesur, i de tres assalts de dos minuts cadascun en els combats nacionals regulats per l'Associació de Boxa Aficionada o ABA (Amateur Boxing Association), sempre amb un minut d'interval entre assalts.
Els competidors vesteixen protectors de cap i guants amb una bena blanca als artells. Un cop (punch) és considerat un cop anotador només quan els boxejadors connecten amb la porció blanca dels guants. Cadascun dels cops que arriba al cap o tors guanya un punt. Un àrbitre observa la lluita per assegurar que els competidors utilitzin només cops legals (un cinturó al tors representa el límit baix de cops - qualsevol boxejador que colpegi per sota del cinturó és desqualificat. L'arbitratge també s'assegura que els púgils no utilitzin tècniques de consolidació que evitin que el contrincant pugui articular un cop (swing), si això passés, l'àrbitre separa els lluitadors i els ordena que continuïn boxejant.
El fet d'agafar repetidament al contrincant pot portar a què el boxejador sigui penalitzat, i en darrer extrem, que sigui desqualificat. Els àrbitres aturaran la lluita si el púgil està seriosament ferit, si un dels boxejadors domina de forma considerable a l'altre o si el marcador és dràsticament desequilibrat. Els combats no professionals que acaben d'aquesta manera poden ser denominats com: "L'àrbitre va aturar el combat" (RSC, referee stopped contest), "Major classe de contrincant" (RSCO, outclassed opponent), "Major marcador del contrincant" (RSCOS, outscored opponent), "Lesió" (RSCI, Injury) o "Ferida de cap" (RSCH, head injury).

### Boxa professional
Quinze assalts es va mantenir com el límit internacional reconegut per combats de campionat durant la major part del segle xx, fins a la fi de la dècada dels anys 1980, quan els assalts de campionat van ser retallats a dotze per augmentar la seguretat dels participants. Els protectors de cap no són permesos en els combats professionals, i als boxejadors en general se'ls permet rebre molt més càstig abans que s'aturi la baralla. De tota manera, en qualsevol moment, l'àrbitre pot aturar el combat si creu que un dels participants no pot defensar-se per causa de lesió. En aquest cas, l'altre participant obté una victòria per knockout tècnic.
Un knockout tècnic també es produeix al combat quan un boxejador rep un cop que li provoca un tall que el metge considera perillós. Per aquesta raó els boxejadors sovint fan servir persones responsables d'atendre les ferides i encarregades d'aturar la sang (cutmen), la seva feina és la de tractar el boxejador entre assalts perquè pugui continuar tot i tenir un tall. Si un púgil, simplement decideix no continuar lluitant, o si la seva cantonada atura el combat, llavors el boxejador guanyador és també acreditat amb la victòria per knockout tècnic. A diferència de la boxa amateur, els boxejadors masculins professionals han de portar el pit al descobert.

## Reglament

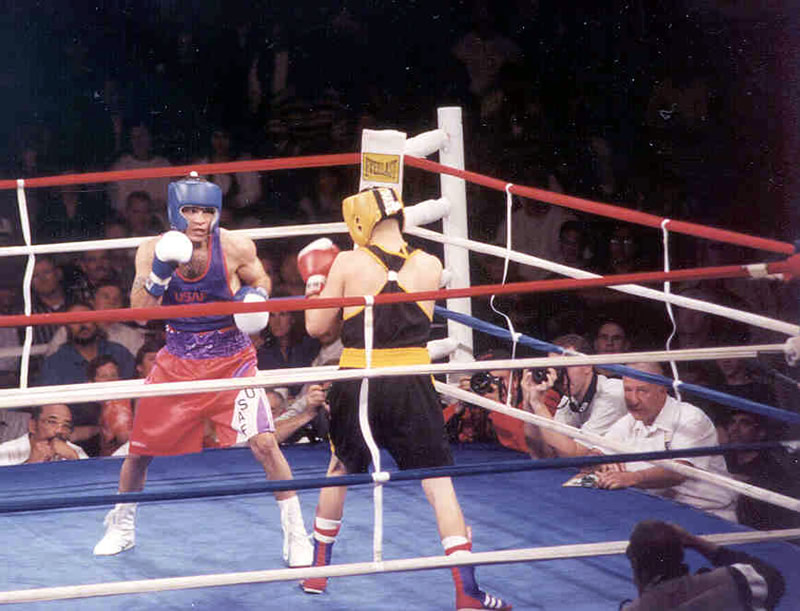
Boxa olímpica.

Als partits entre púgils, és ideal que un combat sigui considerat "net", és a dir que el caràcter atlètic es mantingui amb la qualitat de competència com cal, que proveeix un espectacle esportiu practicat mundialment, encara que en molts combats això no sigui així; de manera que observar el reglament de la boxa és de crucial importància a l'esport.
El reglament actual (2008) ha d'especificar de manera concisa els punts prohibits i ha de detallar els escenaris penalitzats en l'esport —sia professional o d'aficionat (amateur), sia masculí o femení.
En general es poden llistar algunes de les accions que en un combat de boxa no són permeses:
- Colpejar el clatell o darrere el cap.
- Donar cops de peu a l'oponent.
- Girar-li l'esquena al contrincant.
- Fer entrebancar al rival.
- Colpejar sota el nivell del cinturó.
- Donar cops de cap intencionals.
- Fer ús d'objectes que no siguin els guants reglamentaris.[25]

### Abans del combat
- Pes: els púgils abans de participar en un combat, han de ser pesats i han de tenir el pes establert d'acord amb la categoria que els correspon. El fet que un boxejador no entri en el rang de pes establert li costarà no qualificar-se per a l'esdeveniment. El pes de cada boxador és llavors registrat.[25]
- Joieria: els boxejadors han de combatre sense portar joies, així que el personal d'arbitratge s'encarregarà d'assegurar, en la seva possibilitat, que ni collarets ni braçalets o cap altre objecte sigui present, incloent-hi algun pes il·legal que pugui ser amagat dins els guants.[25]
- Ungüent: l'aplicació d'algun ungüent oliós o greixós sobre el cos, i particularment sobre les celles i la resta del rostre del boxejador, és comú, ja que és un element que facilita lliscar l'impacte dels guants.[25]
- Escalfament: cadascú pel seu compte (i a la seva manera), pot preferir entrenar físicament o mentalment abans de l'esdeveniment. Abans del combat s'acostuma a escalfar els músculs del cos, inclosos els músculs del coll, o també es pot rebre un massatge a les cuixes i al trapezi, o practicar simulant cops a l'aire, combinacions, etcètera. Per mantenir calents els músculs, els boxadors sovint continuen amb petits salts de ressort i es cobreixen amb una bata mentre s'aproximen al quadrilàter.[25]

### Assalts
La baralla està dividida en episodis, els quals són anomenats assalts i coneguts també pel vocable anglès round(s) (pronunciat "raund"). La quantitat d'aquests és determinada pel tipus d'esdeveniment que sigui. El temps de cadascun d'aquests també és limitat, a tres minuts cadascun. Els rounds estan separats per un període d'agrupament d'un minut de durada.
Els combats de boxa van començar sense limitació d'assalts. Van continuar a 20 assalts i després a 15. Actualment els campionats del món i continentals es realitzen a 12 assalts, els campionats amb títol nacional en joc són a 10 assalts, i els combats sense títol en joc —o amb algun títol de menor importància— es realitzen a 4, 6, 8 o 10 assalts, segons es pacti.
Pel que fa a la boxa professional, els assalts tenen una durada de 3 minuts. En la boxa aficionada, fins al 31 de desembre de 2008, els combats es realitzaven a 4 assalts de 2 minuts cadascun. A causa d'una reforma del reglament realitzada el 2008, la quantitat d'assalts i la durada de cadascun és la següent:
- Homes sènior: 3 assalts de 3 minuts cadascun (vigent des de 01/01/2009).
- Dones sènior: 4 assalts de 2 minuts cadascun (vigent des de 01/01/2009).[27]
- Homes júnior: 4 assalts de 2 minuts cadascun.
- Dones júnior: 3 assalts de 2 minuts cadascun.
- Homes cadets: 3 assalts de 2 minuts cadascun.
- Dones cadets: 3 assalts d'1,5 minuts cadascun (vigent des de 01/01/2009).

En alguns espectacles professionals, previ a l'assalt, i durant el període de descans, el nombre de l'assalt és assenyalat amb un cartell indicant el següent assalt amb un número visible al públic, aquest generalment és portat per una edecan sobre el quadrilàter recorrent la seva perifèria interior.

### Enderroc

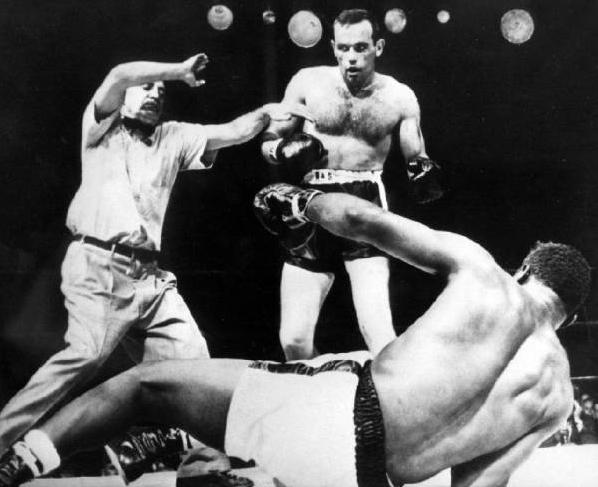
Intervenció de l'arbitratge quan Ingemar Johansson noqueja a Floyd Pattersson per a convertir-se en el campió mundial de pes complet. (26 de juny de 1956).

Durant el temps delimitat de batalla en cada assalt, un boxejador pot tombar l'altre, o ésser tombat. Un púgil pot donar un cop prou fort, un de ben col·locat, o un cop que hagi pres el rival sense una bona postura de peus i amb aquest li hagi fet perdre l'equilibri o li hagi fet perdre momentàniament la consciència resultant que caigui, això resultarà en què l'àrbitre apliqui el compte de protecció. Hi ha hagut ocasions en què tots dos boxejadors han caigut a la lona simultàniament.

### Recompte de protecció
Durant el transcurs d'un assalt, esdevingut un cop que enderroqui l'oponent, aquest últim té dret a un recompte de protecció, la qual cosa vol dir que durant diversos segons —indicats obertament pel personal d'arbitratge— no hi haurà ni cops ni aguaits fins que el púgil indiqui que està preparat per continuar. Però el recompte té un límit, per exemple deu segons comptats i il·lustrats amb els dits per l'àrbitre, així és que si es completa el recompte, i el boxejador no s'ha recuperat, llavors la victòria del combat serà adjudicada al lluitador que va imposar el cop devastador.
No obstant això, el que el boxejador enderrocat s'aixequi abans que el període de recompte acabi, no garanteix que l'esdeveniment continuï, és a dir, no és suficient que l'esportista s'incorpori físicament, sinó que el seu estat mental, el que la seva vista no estigui perduda, o que hagi patit greus ferides són factors que l'arbitratge sospesa en decidir la continuació de la baralla. Si cal, els metges avaluen la condició actual del boxejador, opinió acceptada sia per aturar o continuar l'esdeveniment.

### Knockout
Durant els assalts, sempre que un boxejador rep un cop que el deixa fora de combat se l'anomena knockout (abreujat K.O.) i queda fora de la baralla. El knockout és un dels episodis més espectaculars (i polèmics) en un espectacle pugilístic, i és determinant en el resultat d'una baralla, ja que el boxejador que és noquejat perd el combat. Aviat, la controvèrsia abasta el ser sinònim de perdre la consciència. El knockout (K.O. de l'anglès knock-out) té lloc quan el recompte de protecció ha assolit el límit i el boxejador no s'ha recuperat.
També hi ha knockouts tècnics, els quals decideixen qui és el perdedor i qui el guanyador.

### Victòria per decisió

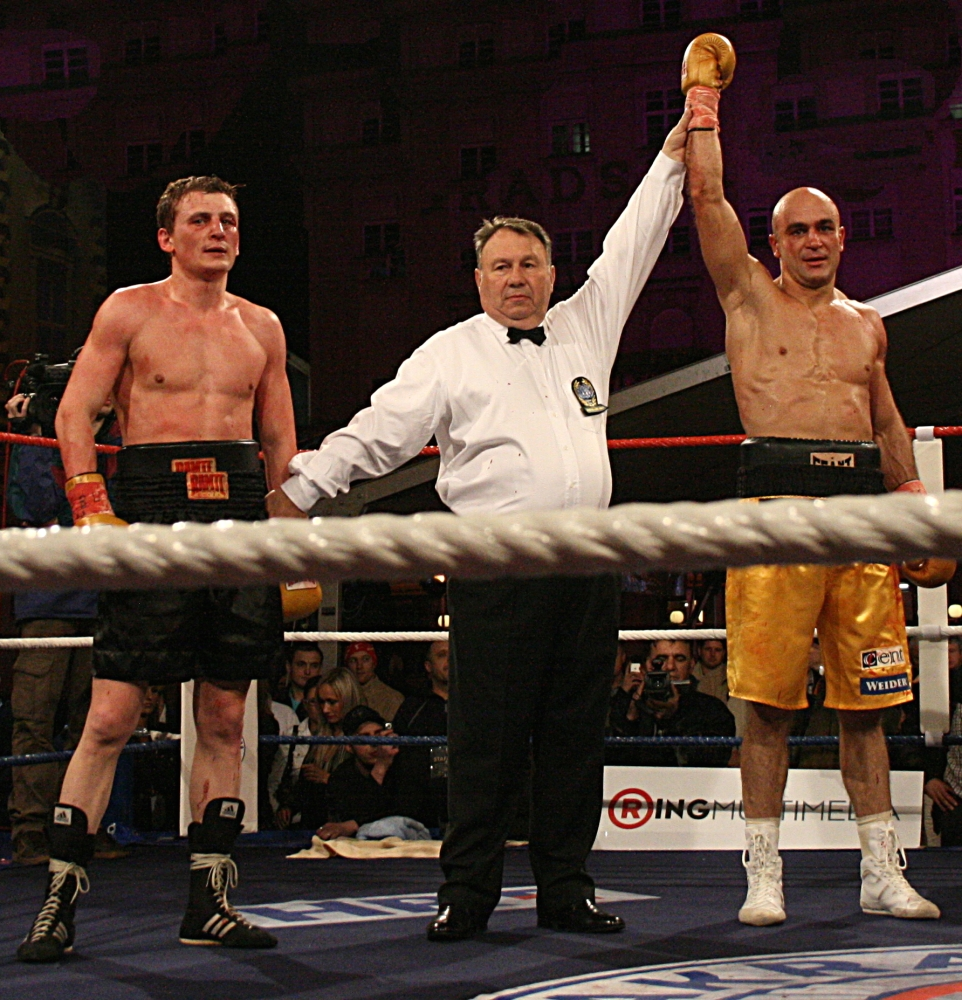
Es declara un vencedor.

Si la baralla compleix el transcurs de tots els assalts acordats i un dels boxejadors no va ser noquejat fora de la baralla o desqualificat, llavors el combat disputat serà decidit pel recompte total de punts que cada lluitador va anotar en cada assalt. O sigui que en cada assalt un boxejador possiblement s'haurà exercit de millor manera que el seu oponent, això significa que els jutges d'arbitratge de l'esdeveniment hauran observat la qualitat de la baralla de cada púgil i hauran acreditat al púgil amb punts depenent de la certesa dels seus cops, la quantitat de cops, l'eficiència dels seus cops, el que el boxejador s'hagi mantingut amb una actitud esportiva i competitiva, etc.
Les anotacions que els jutges hauran fet en les seves targetes els indicarà la puntuació que han acreditat a cada boxejador i les seves qualificacions seran indicades a l'àrbitre de l'esdeveniment qui llegirà els resultats per declarar el vencedor. Si són tres els jutges i cadascun va observar que un boxejador va mantenir una millor baralla, la decisió es considera unànime.

## El quadrilàter
En la boxa contemporània, l'àrea de combat és coneguda sovint com "el quadrilàter" per la forma de la seva superfície principal, encara que oficialment i comunament s'empra la paraula en anglès "ring", la qual és moltes vegades pronunciada: "rin". Es tracta d'una plataforma que ha estat estructurada per permetre que la baralla sigui vista pel públic, la plataforma proporciona altura a l'esdeveniment, i s'aixeca no exageradament sinó que —a grans trets— pot quedar a nivell del pit o espatlles de les persones que estiguin parades al costat d'aquest, per exemple observadors tècnics.

### La lona

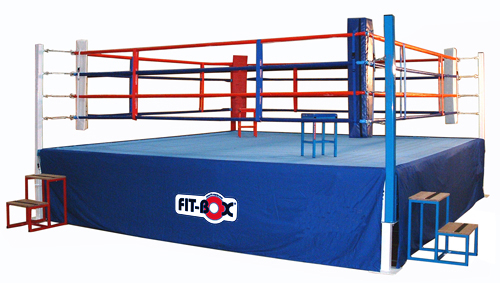
El quadrilàter amb els esglaons d'accés. Cantonades neutrals en blanc.

A banda de la designació del material, se'n diu lona a la superfície on el combat es porta a terme, és a dir, a la superfície sobre la qual els boxejadors es desplacen. En una forma bàsica, aquesta és de color natural del teixit tèxtil, i en manera més sofisticada pot ser de color blau, i depenent de l'esdeveniment, aquesta pot ser emprada com a mitjà promocional, de màrqueting i publicitat.
Durant els combats pugilístics, la lona pren importància reglamentària, ja que en ser noquejat i quedar enderrocat sobre la lona després d'un recompte de protecció establert per l'arbitratge donarà com a resultat la derrota al lluitador si no es va recuperar i la victòria al boxejador que va imposar el càstig. Per això, romandre a la lona és equivalent a perdre el partit. Una de les mesures essencials per continuar un combat és el que els boxejadors es mantinguin empeus.
Una forma de detenir una baralla momentàniament és posar un genoll sobre la lona; aquest indicarà a l'àrbitre que el boxejador ha demanat que s'aturi el combat per alguna raó.

### Les cantonades

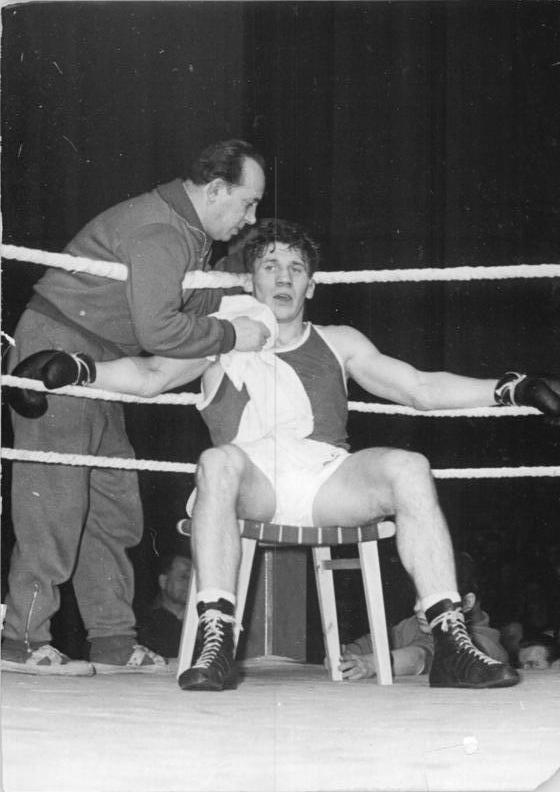
Atenció i descans (1955).

Ja que la zona de combat és un quadrilàter, un cantó és assignat a un combatent, i la cantonada oposada li és assignada a l'altre boxejador. Aquestes cantonades són les àrees que representen la reagrupació del boxejador durant el període de descans, digui's d'un minut, entre assalts. També és on l'equip de suport de l'esportista s'aplica a atendre les seves ferides, oferir aigua i consell. L'equip de cantonada és de gran importància durant el transcurs de la trobada, ja que coneixen el boxejador, sovint l'han seguit des del seu entrenament, i poden oferir ajustaments de tècnica en combat i defensa perquè veuen el desenvolupament de la baralla des de fora de les cordes.
L'equip de suport pot ser constituït per l'entrenador principal, l'entrenador assistent i un paramèdic encarregat de tancar les ferides i aturar el sagnat.
En acabar l'assalt, és comú que es pugi un banc perquè el boxejador reposi breument i sigui més fàcil atendre, quan el boxejador torna a atendre el següent assalt, el seient (i qualsevol altre objecte) es retira per deixar l'àrea lliure. En dissenys moderns, el seient està subjecte al pal de la cantonada que també proveeix l'eix de rotació perquè es posicioni o retiri desplaçant en rotació sobre el seu eix.

### Llençar la tovallola
Des del cantó, l'equip de suport pot llençar la tovallola si creu prudent per al cuidat del púgil; aquest fet significa que l'entrenador pot detenir la baralla completament en el moment que llença la seva tovallola (la qual generalment és blanca) o esponja, per assenyalar a l'arbitratge d'aquesta decisió. Pel que la frase "llençar la tovallola" és equivalent a reconèixer la superioritat de l'oponent.
La decisió de llençar la tovallola cap al centre de la lona i, per tant, aturar immediatament la baralla acceptant la derrota, recau en la prudència de l'equip de suport del boxejador, i és una decisió que es respecta i es manté com a resultat final, encara que el boxejador participant no hi estigui d'acord.
Aturar la baralla pot evitar dany irreparable al boxejador.

### Les cordes

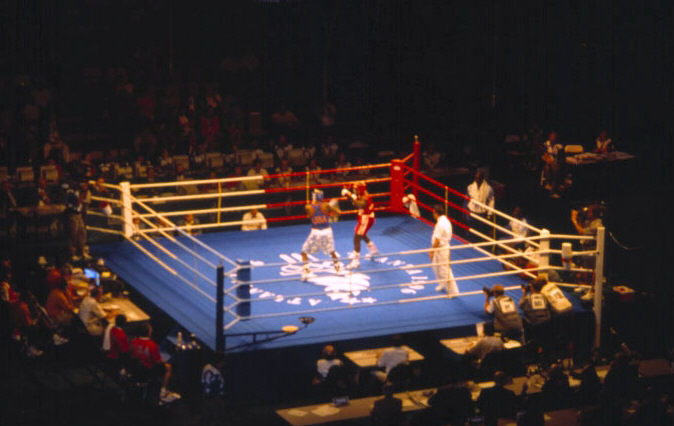
Quadrilàter olímpic (Atlanta 1996).

Una de les característiques sobre el quadrilàter modern és l'ús de cordes que limiten el seu perímetre. Les cordes assenyalen l'àrea reglamentària per la boxa, i proveeixen cert grau de seguretat als esportistes, ja que el combat és sobre una plataforma. Les cordes són folrades, de vegades lluint colors sòlids. Es troben posicionades en forma paral·lela una de l'altra, i són quatre (o tres) d'elles per costat.
L'ús de les cordes durant un combat pugilístic es torna estratègic depenent de la defensa i de l'atac. Un lluitador abatut potser vulgui posar la seva esquena sobre les cordes durant un atac del seu contrari, o buscar resguard cobrint la seva esquena al pal d'alguna cantonada i esperar que les cordes que estan en la proximitat serveixin de destorb als cops. Per tant, l'ús de la frase "ser contra les cordes" és indicatiu d'una situació adversària i desavantatjosa.
En el passat, l'ús de cordes va ser més limitat. Inicialment sense cordes, i posteriorment amb tres, o menys, molt més amples que les emprades al segle xxi, entre les cantonades, les cordes mostren sostenidors que ajuden a mantenir un espaiament entre les cordes més constant.

### La campana
Cada assalt (round) és de temps limitat, i els boxejadors són avisats d'iniciar l'assalt i de concloure cada assalt i aturar els cops immediatament en escoltar el so d'una campana. És comú que els boxejadors siguin avisats amb anticipació deu segons abans que soni la campana. El to metàl·lic de la campana és percebut en sonar, generalment, una sola vegada en cada ocasió. La campana és sonada per algun dels jutges o del personal d'arbitratge, de manera que no es troba dins el quadrilàter sinó al seu voltant. És incorrecte continuar els cops després d'escoltar la campana. El timbre de la campana no únicament és efectiu, sinó que a més hi ha senyals electrònics.

## Indumentària

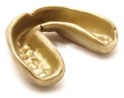
Protector bucal.
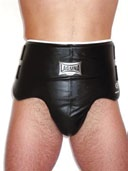
Protector genital.
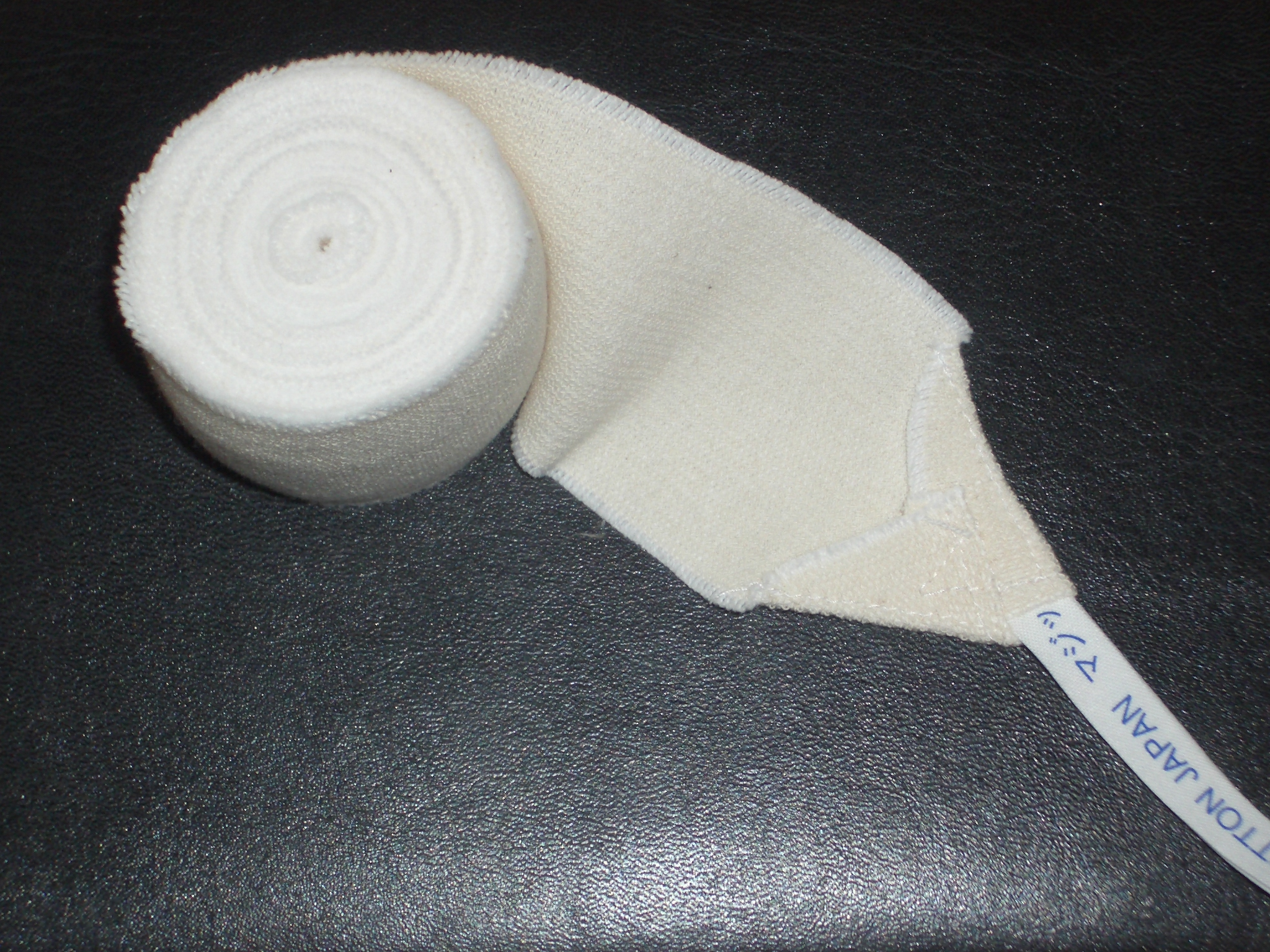
Embenat de boxa per a les mans.
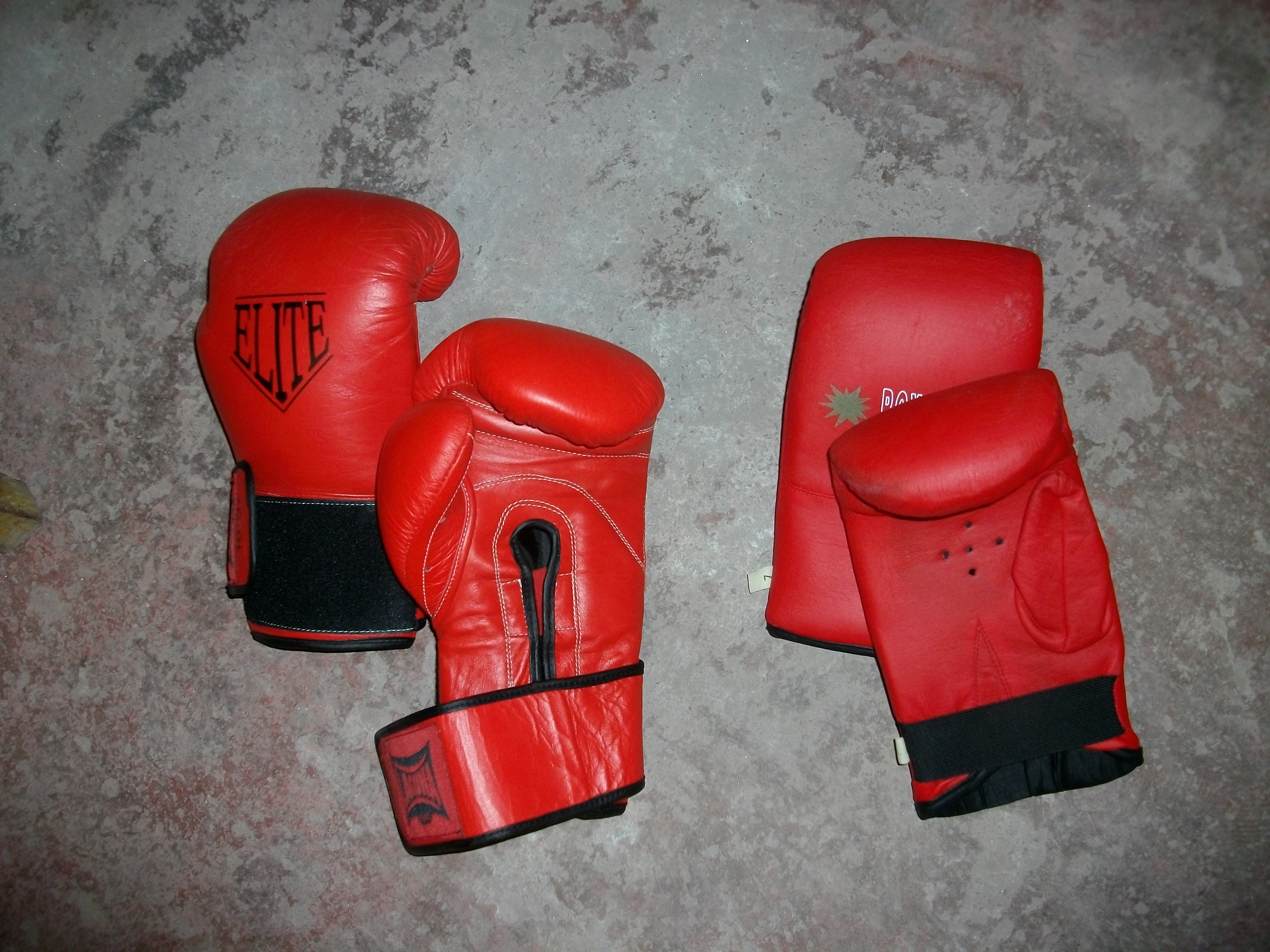
Un parell de guants amb velcro (esq.) i un parell de guantilles amb ressort (dreta).

El vestit que s'usa durant un combat depèn en gran part del tipus de baralla que sigui, és a dir si és un esdeveniment professional o no. En l'esport d'afició s'usa una careta que protegeix el cap, així com una samarreta.
Alguns accessoris de la indumentària esportiva de la boxa són:
- Peça de protecció bucal.
- Calces.
- Cinturó de suport.
- Bata. Aquesta és part del vestuari abans i després de l'esdeveniment.

### Guants

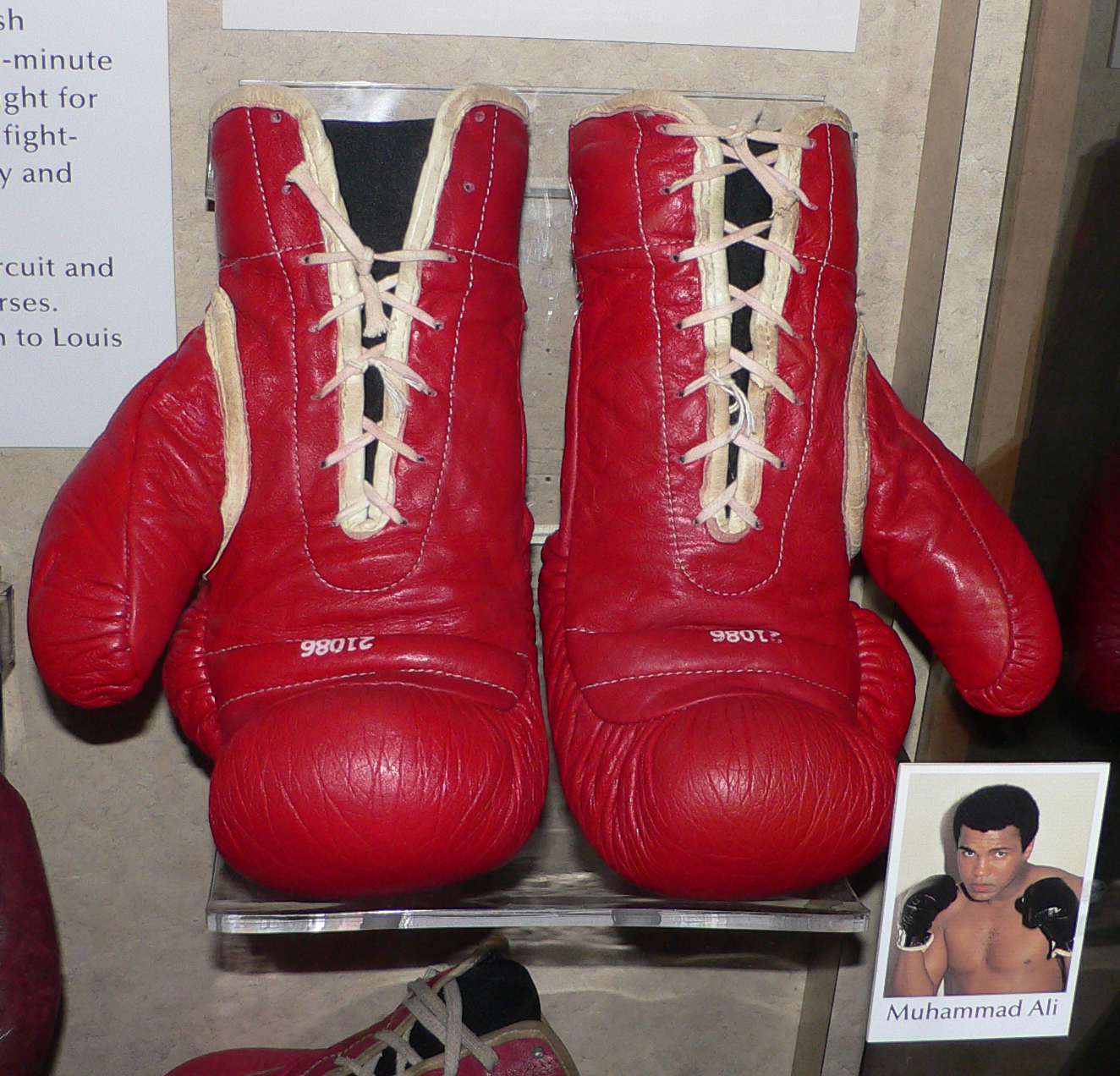
Els guants de Muhammad Alí.

Si històricament l'espectacle pugilístic va ser de cops amb punys descoberts, ara practicar l'esport en una forma reglamentada exigeix l'ús de guants, els quals proveeixen un grau d'amortiment.
Un dels propòsits dels guants és protegir els artells. Els guants de boxa normals tenen l'aspecte d'un parell de guants inflats, són sovint vermells i es lliguen al voltant de les nines per la part interna de l'avantbraç.
Hi ha guants de diferents marques, manufacturats per diverses companyies, i són oferts en una varietat de colors. Cal destacar el pes d'aquests, si són de factura professional, si són aprovats d'acord amb el reglament a seguir, si són de pràctica o si són per a joc derivat i fora de l'esport olímpic.
Els púgils es cobreixen els punys i nines abans de posar-se els guants. Ja que els guants professionals són subjectes en ser estrets amb fiblades (o amb velcro) localitzades a la part interior del canell, el púgil és assistit tant per posar-se els guants com per llevar-se'ls.

### Pantalons

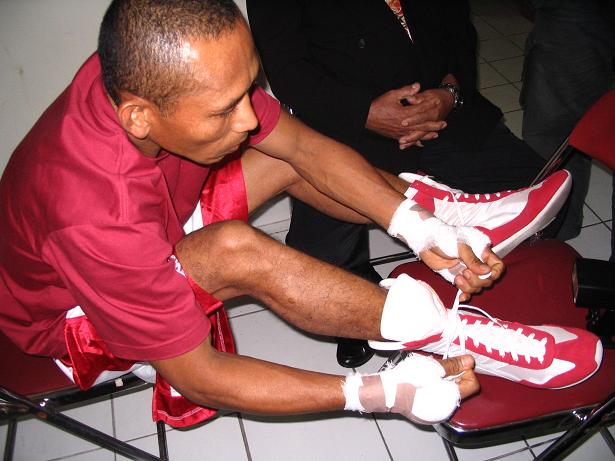
Lligant les fiblades amb els punys embenats.

Els dos participants vesteixen pantalons de boxa distintius un de l'altre. Això és important perquè és una forma de diferenciar els rivals i així els jutges puguin més fàcilment atribuir correctament la puntuació d'acord amb la seva actuació.
Els calçons poden ser setinats i de colors vistosos, alguns boxejadors prefereixen incloure algun disseny distintiu o únic. Amb les èpoques i modes la vestimenta ha canviat.
En la boxa contemporània, aquesta peça té una faixa elàstica com a ressort que els subjecta al boxejador, la línia de cinturó es torna delimitant en la baralla, ja que els cops han de mantenir-se cap a la part superior d'aquesta, de manera que un cop baix no és permès i és sancionat.

### Calçat
Els botins esportius que utilitzen els boxejadors contemporanis proveeixen suport als turmells, de manera que la factura de les botes els cobreix, ja que la seva alçada pot arribar als panxells. Són prou lleugers per no impedir l'hàbil desplaçament, i la seva sola proveeix la tracció suficient sobre la lona. Són subjectats per fiblades, i es presenten en blanc o en diferents colors i diversos models. Alguns boxejadors han emprat la decoració cridanera d'aquestes com una forma de distracció a l'oponent. A més del calçat, una bona postura dels peus és imprescindible en la tècnica de la boxa.

## Condició física

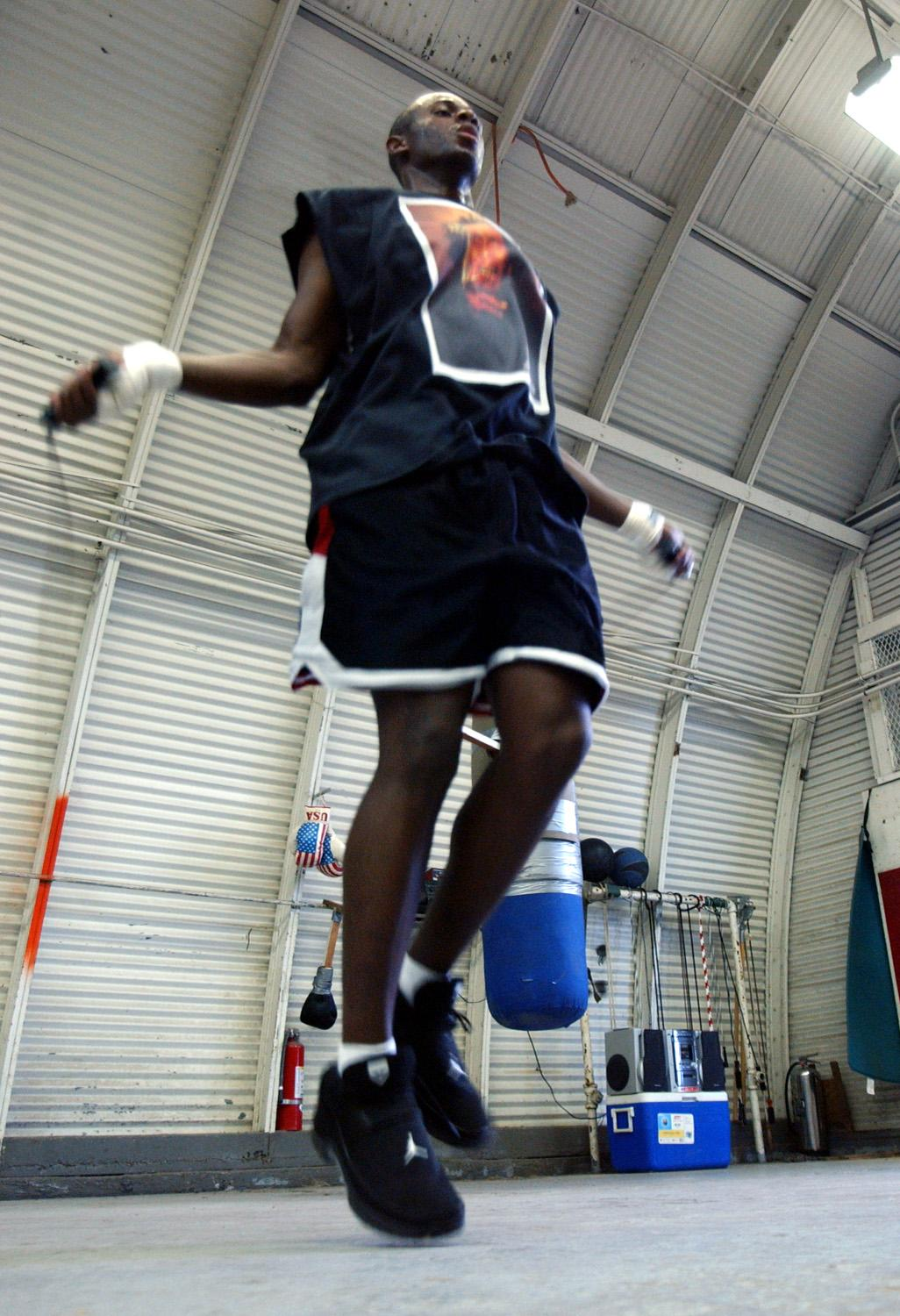
Saltant la corda. Entrenament essencial de la boxa.

Si per a la pràctica de qualsevol esport cal una preparació, en la boxa la cura del púgil revesteix més importància a causa de la duresa de l'esport. La persona que vulgui practicar la boxa ha de tenir en compte una sèrie de cures per al seu cos, tant físiques com mentals. Com a l'esport requereix, s'ha d'evitar tota activitat perjudicial a la salut: l'hàbit del tabac i l'alcohol, ja que aquests disminueixen la condició al moment de realitzar els entrenaments o bé quan es fa un combat.
- Dieta: la seriositat d'atendre a l'esport per l'atleta el portarà a vigilar la seva dieta i els hàbits de la seva alimentació, ja que ingerir sòlids i líquids i el temps de digestió són factors a tenir en compte per abans de les baralles, ja que afectarà el pes i l'energia. El consum de carbohidrats, de potassi i la hidratació del cos són importants en balancejar la dieta planejada del púgil, la qual ha de procurar els resultats més convenients per a cada boxejador.
- Entrenament: per començar l'entrenament de la boxa, cal un llarg període de preparació física, aprenent a respirar. Es comença corrent intentant que sigui a una hora primerenca i per llocs amb arbres i terreny accidentat. Les primeres setmanes es poden córrer entre 2 i 4 km, de manera compassada i respirant pel nas.

Es poden realitzar exercicis complementaris amb els braços i efectuar petits "sprints", els quals s'aniran allargant progressivament. Durant les següents setmanes, s'anirà incrementant la distància total a recórrer. S'intentarà que no sigui esgotadora, ajustant-se a la forma física del púgil.
Un cop acabada la cursa es passarà al gimnàs, on es practicaran exercicis amb els diversos aparells, com a la pera, la pera boja, el costal i la corda.

## Equipament

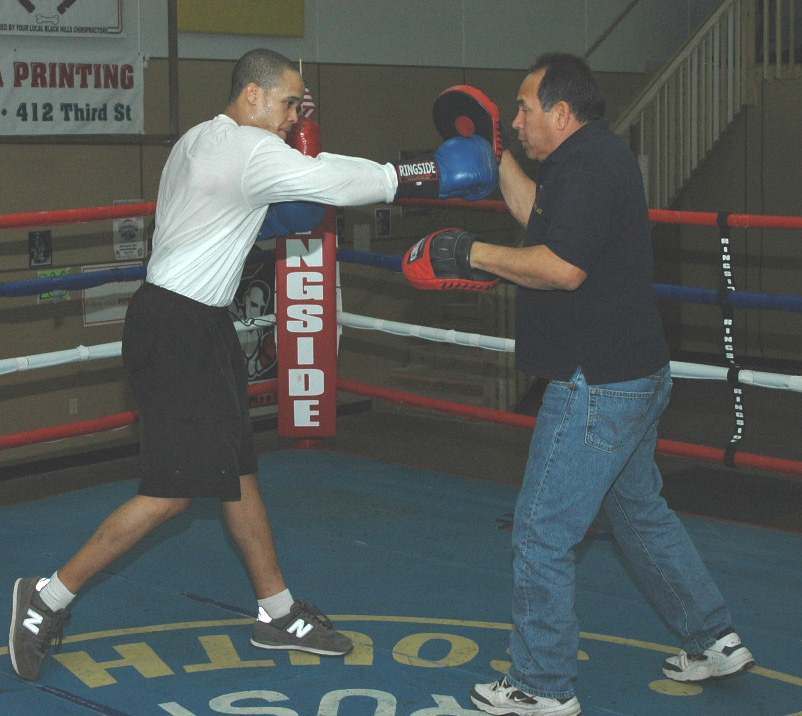
Entrenament assistit; vegeu les manyoples de l'entrenador.

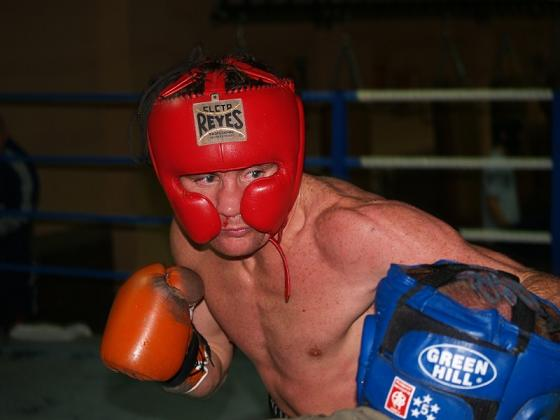
Protector del cap.

Ja que la boxa pren forts i repetitius cops, s'han de prendre precaucions per prevenir mal als ossos de la mà. La majoria d'entrenadors no permeten als boxejadors entrenar ni spar (fer combats d'entrenament) sense embenats de la mà i el canell i sense guants de boxa. Els embenats (embolcall) són usats per a assegurar els ossos de la mà, i els guants són utilitzats per protegir les mans de ferides en sec, permetent els boxejadors llençar cops amb més força que si no els usessin.
Els guants han estat requerits en competència a la darreria del segle xix, encara que els guants de boxa moderns són més pesats que els que van ser usats pels lluitadors de la part primerenca del segle xx. Abans d'un combat, tots dos boxejadors s'han de posar d'acord pel que fa al pes dels guants que s'han d'utilitzar en la baralla, amb el benentès que guants més lleugers permeten als boxejadors pesats causar més mal. La marca dels guants pot afectar l'impacte dels cops, per la qual cosa això també és estipulat abans del combat.

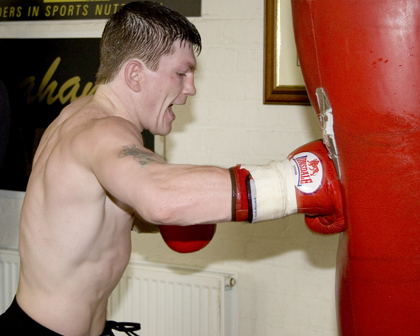
Entrenant amb el sac de boxa.

Animació. Pràctica amb l'ombra (shadow boxing).

Els boxejadors practiquen les seves habilitats en dos tipus bàsics de sacs de boxa. Un petit sac de cop "ràpid" de forma de gota és emprat per a edificar els reflexos i les habilitats de cop repetitiu, mentre que un sac cilíndric "pesat", farcit amb sorra o un substituït amb farcit d'un material sintètic, és utilitzat per practicar cop de força i cops al cos. A més d'aquestes peces particulars d'equipament, els boxejadors també empren equip d'entrenament més general per incrementar força, velocitat i agilitat. Entre l'equip d'entrenament es troba comunament: peses lliures, aparells de rem, corda per salt, i pilotes medicinals.
Els protectors del cap són obligatoris en la boxa d'afició i usats per professionals quan barallen en forma d'entrenament per protegir-se de tallades i inflor.

### La pera
La pera, coneguda també en anglès com punching ball és un dels aparells més destacats en l'entrenament; amb la seva pràctica s'aconsegueix una bona velocitat de braços i gran precisió en els cops. L'aparell en si és com una pilota de futbol amb forma de pera, està penjada d'una taula per la seva part més estreta i de manera que queda a l'altura dels ulls. Com a resultat del cop de puny, la pera xoca a la taula rebotant en qualsevol direcció. El boxejador ha de dominar amb facilitat i precisió els moviments d'aquest aparell.

### La pera boja
Aquest aparell, més semblant a una pilota, es manté subjecte al sostre i del sòl per unes cintes, cosa que fa que tingui gran mobilitat i en rebre l'impacte retorna violentament. La pràctica amb aquest aparell dona al boxejador una bona rapidesa i elasticitat.
Aquest exercici s'ha d'executar sobre les puntes dels peus i girant sempre al voltant de l'aparell.

### El sac de boxa
El sac de boxa és un sac de lona folrat de cuir, que s'omple de cotó, goma escuma, cuerina o draps. La seva grandària és d'uns 50 centímetres de diàmetre i 80 centímetres d'alt. Es troba suspès del sostre, de manera que s'assembli a un adversari i que permeti colpejar amb facilitat. Proporciona duresa en el cop.

### Mirall i altres
Un altre estri molt útil és el mirall. En ell, el púgil pot observar i estudiar la seva guàrdia, corregint els buits que formen en llançar un cop qualsevol.
Altres formes incloses en un entrenament complet poden ser l'ús de l'ombra i la silueta produïda per l'esportista, i els combats d'espàrring on un entrenador assistent ajuda a simular el futur combat.

## Tècnica

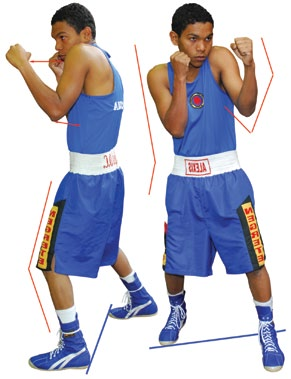
Postura.

Aprenent (1936).

La boxa té molts estils, hi ha boxejadors faixadors, tècnics, copejadors, defensius, contraofensius, etc., comptant d'un nodrit bagatge de "tècniques", l'aprenentatge i perfeccionament exigeix moltes hores de treball al gimnàs.
Aquestes tècniques estan orientades tant a protegir-se, com a desplaçar-se dins el ring i per a executar cada un dels cops, assumint en general que és indispensable l'aprenentatge d'una bona tècnica si realment es vol progressar en l'entrenament, i si es vol fer un bon espectacle.
En general, es comença per aprendre la posició de "guàrdia bàsica" la qual cosa implica saber-se aturar perfectament bé, amb el peu esquerre endavant i el dret, una mica retardat (per a dretans), i una mica obert. Mantenir una bona postura de peus és indispensable, per l'equilibri i el suport que això representa.
La posició del tors ha de ser sumint l'estómac i ajupir-se lleugerament, amb la mà esquerra al nivell dels pòmuls i la dreta a l'altura del mentó. La mà esquerra quedarà més avançada que la dreta, (s'intenta àrduament no baixar les mans, per ser una defensa principal i versàtil protecció) amb els colzes una mica tancats, per protegir l'estómac, i moure'ls per protegir els ronyons i el fetge. Finalment l'espatlla que queda avançada sempre ha d'estar més aixecada protegint el mentó que queda gairebé enganxada a aquesta.
Per caminar o desplaçar-se, els peus no han de quedar junts, creuats, o en línia recta, ja que el peu dret és el peu de suport, i si s'ajunten, o mal posicionen, es perd l'equilibri, i també el desplaçament ha de ser sobre les puntes dels peus.
Per avançar, primer s'avança el peu esquerre, i després el dret, sempre sense fusionar-los. A la inversa per la reculada, es mou primer el peu dret i després l'esquerre —sempre per a boxejadors dretans. Per al desplaçament lateral: cap a la dreta, primer el dret i cap a l'esquerra primer l'esquerre, sempre sense ajuntar els peus.
Els cops són dirigits cap al cos del rival. Es classifiquen segons la trajectòria que recorre el braç en rectes o corbs i al seu torn poden ser ascendents, descendents o paral·lels a terra:
Cada cop té el seu nom i bàsicament són:
1. el jab,
2. el directe o cross,
3. el uppercut o ganxo,
4. el hook i
5. el swing o la volea.

La seva efectivitat al moment de l'impacte depèn de la coordinació de tots els músculs i ossos del cos que intervenen en la seva execució, de la velocitat del púgil i de la translació del pes cap al puny que està colpejant.
Per exemple, el cop anomenat "directe" o "cross" ha de ser dirigit cap a la cara de l'oponent, girant la punta del peu cap a dins segons sigui la mà amb la qual es colpeja (dreta amb dreta i esquerra amb esquerra) girant la cintura, l'esquena i ficant l'espatlla (les indicacions canvien per als esquerrans).

### Cops
Existeixen quatre tipus bàsics de cops en la boxa: jab, creuat / cross o directe, ganxo o uppercut i hook. Si un boxejador és destre (ortodox), la seva mà esquerra és la que porta la davantera, mentre que la dreta es manté en posició posterior. Per a un boxejador esquerrà, les posicions són oposades a les esmentades. Per a un exemple il·lustratiu, la següent discussió parteix des de la perspectiva d'un boxejador destre:
Aquests diferents tipus de cops poden executar-se en una successió ràpida per formar combinacions. La combinació més freqüent és la del jab amb el cross (o creuat), coneguda com el "un-dos". Sol ser una combinació eficaç, perquè el jab bloqueja la vista del contrincant, facilitant l'impacte d'una manera més neta i poderosa.

#### Jab
| Esquerra: Jab o Directe d'esquerra. Dreta:Jab. |  | Esquerra: Jab o Directe d'esquerra. Dreta:Jab. |
| Esquerra: Jab o Directe d'esquerra. Dreta:Jab. |  |                                                |

Un cop de puny veloç i directe, llançat amb la mà davantera des de la posició de guàrdia. El jab és acompanyat d'una petita rotació del tors i el maluc, en el sentit de les agulles del rellotge, mentre que el puny es mou 90 graus, adquirint una línia de cop horitzontal als artells en el moment de l'impacte. A mesura que el cop de puny aconsegueix la seva major magnitud, l'espatlla en posició davantera pot anteposar-se a la barbeta. La mà que es troba en posició posterior roman al costat del rostre per protegir la mandíbula. Després d'impactar amb el blanc, la mà davantera es retreu ràpidament per reprendre la posició de guàrdia per davant del rostre. El jab és reconegut com el cop més important d'un boxejador, perquè li proporciona una quantitat justa de la seva pròpia capacitat de guàrdia i deixa molt poc marge per a rebre un cop de puny per part del contrincant.
Té un abast més llarg que qualsevol altre cop de puny i no requereix més esforç o de transferència de pes. A causa del seu poder relativament feble, el jab s'usa en general per mantenir la distància amb l'adversari, provar la defensa d'aquest, intimidar, i preparar cops més pesats i forts. Es pot afegir un interval, traslladant tot el cos amb el cop, per un poder addicional. Alguns boxejadors destacats que han estat capaços de desenvolupar un poder relatiu amb els seus jabs i usar-lo per castigar o afeblir els seus oponents fins a cert punt, han estat Larry Holmes i Vladímir Klitxkó.

#### Cross

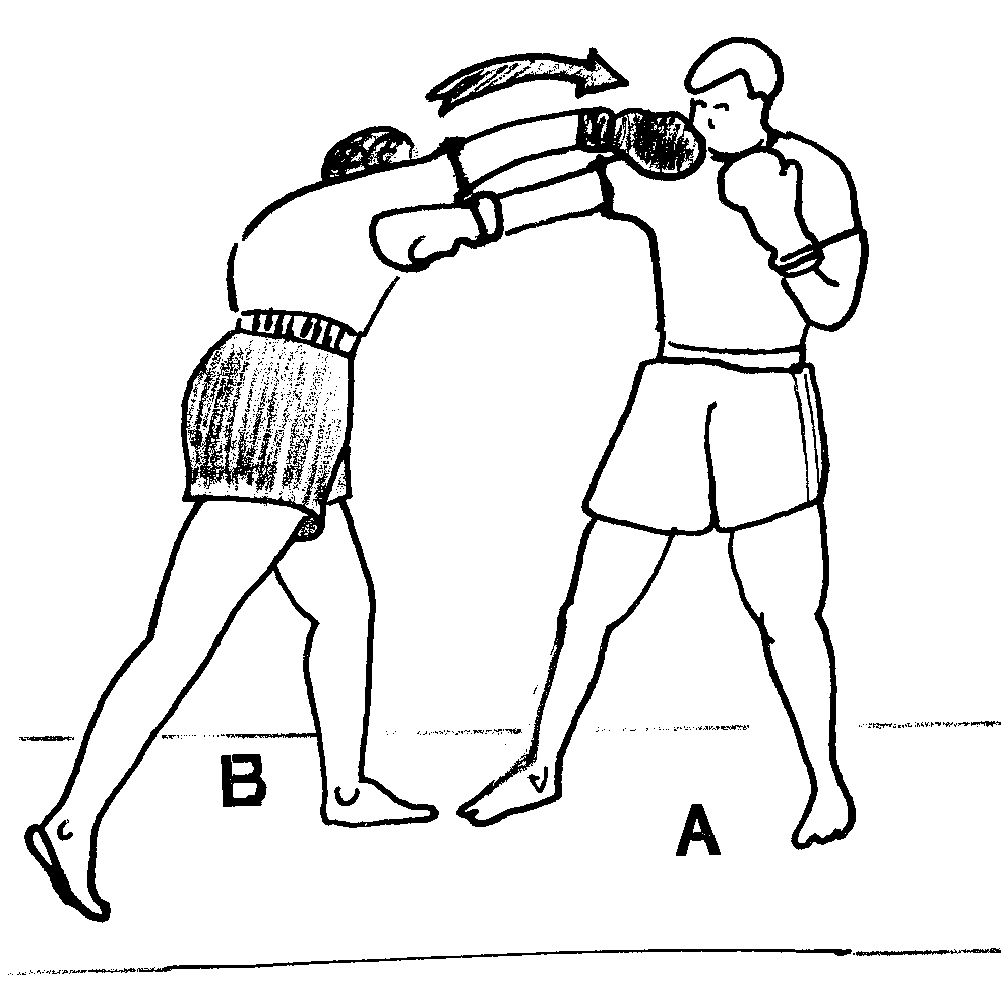
Creuat, Cross o Directe.

Un cop de puny fort i directe executat amb la mà en posició posterior. Des de la posició de guàrdia, la mà que es troba enrere es desplaça des de la barbeta, creua el cos i es dirigeix, de forma directa, a la cara de l'adversari. L'espatlla posterior s'anteposa i acaba fregant l'exterior de la barbeta.
Al mateix temps, la mà en posició davantera es retreu i se situa davant del rostre per protegir l'interior de la barbeta. Per a un impacte més gran, el tors i el maluc giren en sentit contrari de les agulles del rellotge en el moment en què s'executa el cross o "directe". També hi ha una transferència de pes del peu posterior al que es troba en posició anterior, ocasionant que el taló advers doni un tomb cap a fora, i d'aquesta manera aconseguir que actuï com a fulcre per a la transferència de pes.
Igual que el jab, també es pot fer un pas intermedi. Després de l'execució del cross, la mà es retreu ràpidament i es reprèn la posició de guàrdia. Pot servir per contrarestar l'efecte d'un jab, dirigir-se al cap o al cos del contrincant, o preparar un ganxo. El cross també pot seguir a un jab, donant lloc a la clàssica combinació del "un-dos". Aquest cop també rep el nom de "directe", "dret" o "dreta".

#### Hook

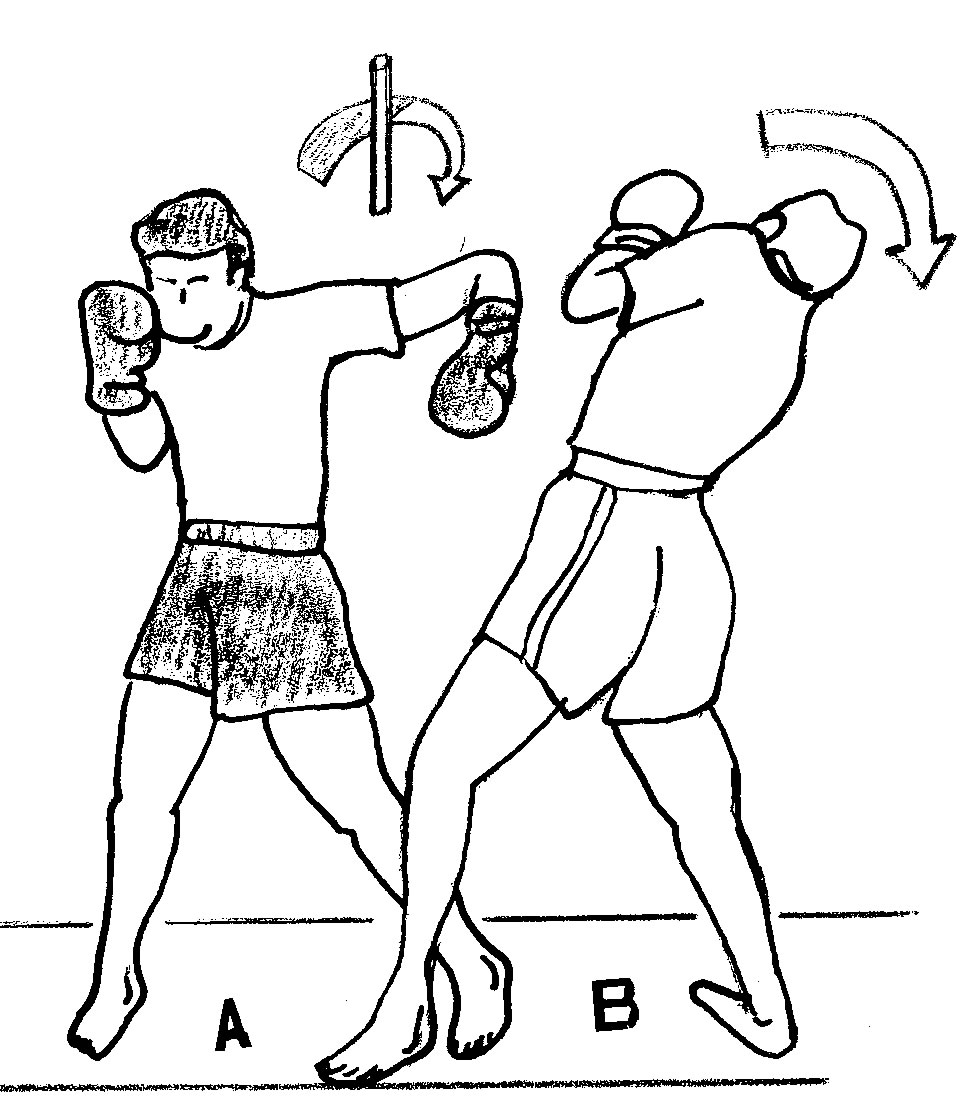
Hook.

Un cop de puny semicircular, executat amb la mà en posició davantera i que es dirigeix al cap de l'adversari. Des de la posició de guàrdia, el colze es retreu amb el puny en horitzontal (els artells anteposats), i pren una postura curvilínia. La mà adversa s'anteposa a la mandíbula amb fermesa per donar-li protecció a la barbeta. El tors i el maluc giren en sentit del rellotge, propulsant el puny en forma d'un arc ajustat cap a la part frontal del cos i connectant amb el blanc. Al mateix temps, el peu en posició davantera, fa un gir sobre la part davantera del peu, tornant el taló esquerre cap a fora. Després de l'impacte, la trajectòria circular del hook acaba de manera abrupta i la mà davantera es retreu ràpidament a la posició de guàrdia.
Un hook també pot impactar en la zona baixa del cos, sent fins i tot aquí més interessant l'objectiu del fetge i dels ronyons, de manera que aquesta estratègia rep sovint la denominació d'"estrip" o "rip", per diferenciar-se del hook convencional al cap. Aquest també es pot executar amb la mà en posició posterior.

#### Uppercut

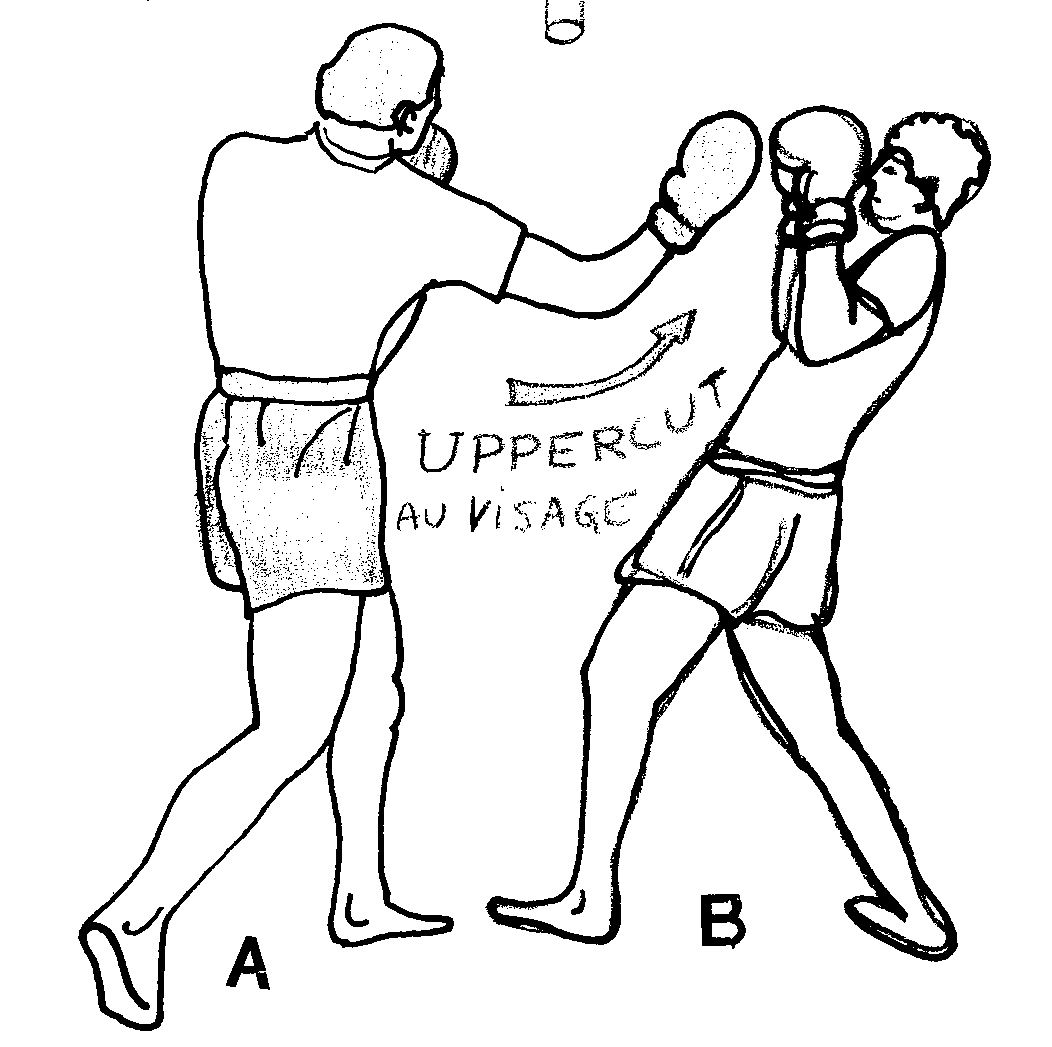
Uppercut o ganxo

També anomenat "ganxo". Un cop de puny vertical i ascendent que s'executa amb la mà en posició posterior. Partint de la posició de guàrdia, el tors s'ubica just cap a la dreta, la mà enrere recau per sota del nivell del pit de l'adversari, i els genolls s'arquegen subtilment. A partir d'aquesta posició, la mà posterior es desplaça en direcció ascendent en forma d'arc cap a la barbeta o el tors del contrincant.
De forma simultània, els genolls s'erigeixen ràpidament i el tors i el maluc giren en sentit contrari al de les agulles del rellotge, portant el taló posterior cap a fora, aconseguint simular el moviment corporal arquejat del cross. L'ús estratègic del uppercut depèn de l'habilitat d'impuls cap al cos de l'adversari, donant lloc a una sèrie d'atacs successius sense balanç. L'uppercut dret seguit d'un altre ganxo esquerre, és una combinació bastant poderosa.

## Posicions defensives
Hi ha diverses posicions defensives (els protectors o els estils) usades en la boxa. Dins de cada estil, hi ha variació considerable entre combatents, ja que alguns poden tenir el seu protector més amunt per a més protecció principal mentre que altres tenen el seu protector baix per proporcionar una protecció millor contra peladors del cos.
Molts varien el seu estil defensiu mitjançant un combat per adaptar-se a la situació del moment, triant la posició més adequada per protegir-se. Els boxejadors que utilitzen una posició vertical protegeixen la seva barbeta amb la mà posterior al punt baix o els estils barrejats del protector representats sota.

### Peek-a-boo

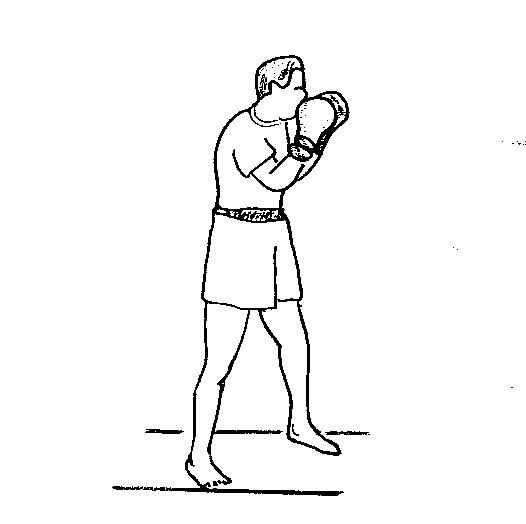
Guàrdia d'"orelleres" o Peek-a-boo.

Amb el Peek-a-boo, conegut de vegades com les "orelleres", les mans es posen al costat d'un mateix davant de la cara i els colzes es porten endins fermament cap al cos.
Aquest estil defensiu s'ensenya al boxejador quan comença a encaixonar, després que guanyi experiència ell pot decidir canviar o variar el nivell de la seva protecció. Aquest estil es troba a mitjan camí en termes de reducció del counterpunching i de danys. Un boxejador pot contrarestar el començament d'aquesta postura, però és difícil. Aquesta defensa cobreix un combatent força bé, però hi ha forats. Els ganxos danyen circumdant les mans i colpejant tot just darrere dels colzes.

### Guàrdia mixta

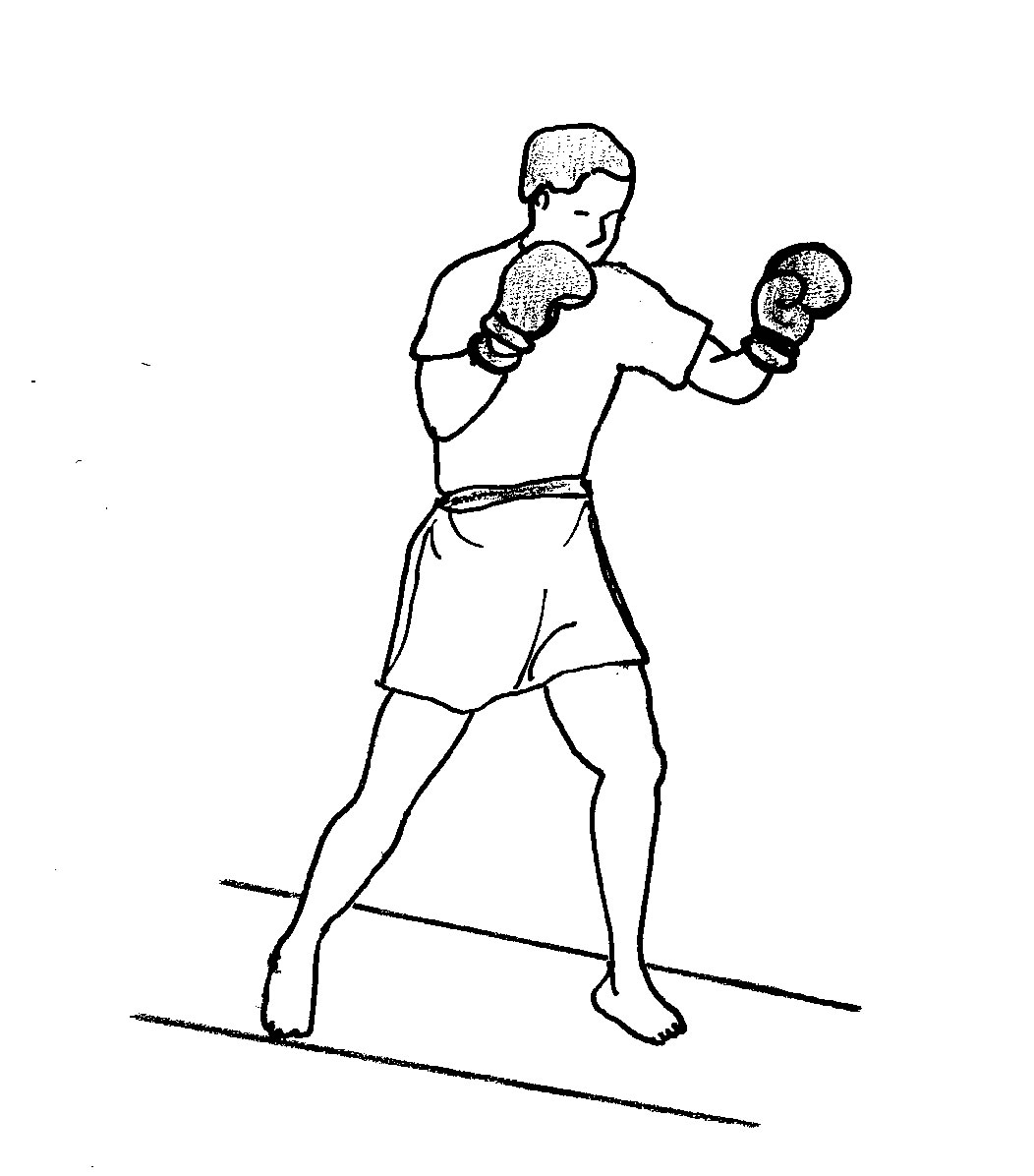
Guàrdia mixta.

Els avantbraços es col·loquen a sobre d'un, horitzontalment davant de la cara amb el guant d'un braç que s'ubica davant el colze de l'altre braç. Aquest estil varia molt quan s'aixeca la mà del darrere (dreta per a un combatent ortodox i esquerra per a un esquerrà) verticalment. Aquest estil és el més eficaç per reduir el dany principal. L'únic cop principal davant el qual un combatent és susceptible és a un jab directe al cap. El cos es manté obert, però la majoria dels combatents utilitzen aquesta corba de l'estil i s'inclinen per protegir el cos. Aquest estil de defensa va ser molt utilitzat per Mike Tyson.

## Tàctica
Abans de començar el combat s'ha de preparar un pla general per a l'òptim desenvolupament de la baralla, administrant les energies i la forma de repartir-les durant el transcurs de la vetllada.
Un altre factor molt important són els nervis, que en tot moment s'han de saber controlar. Els primers assalts d'un combat es dedicaran a l'estudi del contrari, prestant atenció a com es va configurant la forma més idònia de guanyar el combat. El boxejador sense gaire experiència no té altre recurs que anar participant en baralles, per augmentar i ampliar així els seus coneixements. De tota manera, hi ha diferents tipus de baralla segons el rival.
En els seus plantejaments més senzills, les tàctiques poden ser:
- Si es combat amb un rival més alt, procurarem plantejar la lluita ficant-nos al seu terreny i evitant la baralla a distància, on, a causa de la major llargada dels seus braços, ens dominarà amb tota seguretat. Es procurarà donar cops al cos.
- Si, per contra, el combat es produeix amb un enemic de menor alçada, es planificarà l'ús de la baralla a distància, aprofitant el menor abast dels seus braços.
- Si la baralla es porta a terme amb un esquerrà, és convenient deixar-li la iniciativa en l'atac, procurant esquivar cap al costat dret i colpejar amb el puny dret.
- Quan el rival és un faixador, cal recórrer a tots els coneixements tècnics, esquivant tots els atacs, aprofitant aquests moments per connectar un cop de caunter.
- Per als boxejadors molt ràpids s'empraran els cops baixos, dirigint aquests principalment cap a l'estómac i el fetge, en una tasca de picat fins a deixar-los llestos per al knockout.
- Quan es combat amb un lluitador fred i calculador, només queda el remei de procurar plantejar la baralla de forma més mental que ell, intentant imposar el mateix ritme.
- Si el boxejador enemic és dels que esperen que els ataquem, procurarem plantejar una baralla a distància, fent-lo sortir a un terreny que no li agrada o no domina.
- En general, a tot boxejador cal castigar-lo amb cops baixos, en les parts toves, on els resultats són més favorables.

Es tindrà en compte que, per arribar a aquests punts, hem d'obrir la nostra guàrdia, cosa que pot resultar perillosa si no estem pendents d'això.

## Perill

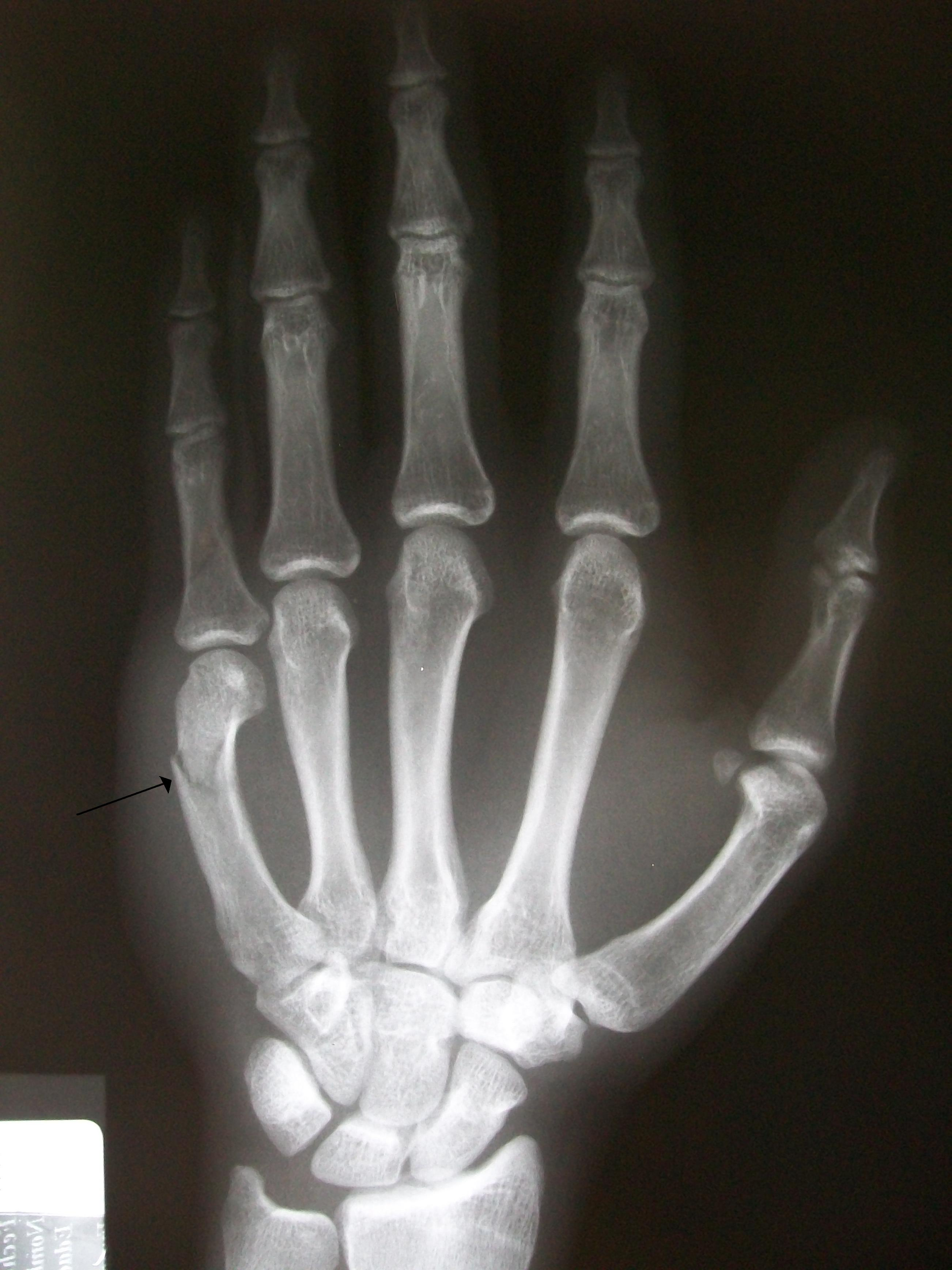
Metacarp fracturat; lesió del boxejador.

La boxa és un esport de contacte físic, caracteritzat per les baralles, i en elles sovint brolla sang i la suor és esquitxat a causa dels cops rebuts. És un esport on la força i la resistència física estan presents, i en el qual els participants poden afectar seriosament i ser afectats de la mateixa manera. Després de tot, la boxa és un art marcial on el perill és cert i el dany irreparable és una possibilitat. La probabilitat de mort s'arriba a presentar i la probabilitat de ser traumatitzat irreversiblement també. La pèrdua de la vista d'un dels ulls, o les dislocacions d'una espatlla són un parell d'exemples de perills que existeixen. Al llarg de la història del pugilat s'han succeït els casos de morts i malalties com el 1830 quan el boxejador a puny lliure, l'escocès Alexander McKay va morir hores després del combat.
Durant el transcurs dels anys, la boxa no ha estat aliena a la controvèrsia, i malgrat tot dedicat entrenament que un púgil exerceixi per preparar-se per una baralla, i descomptant la qualitat i la perseverança atlètica de l'esportista, els boxejadors i les boxejadores - professionals i d'afició- poden arribar a lesionar-se seriosament. La boxa no és aplaudida pel total de la població, especialment pels que la consideren com una activitat agressiva, perjudicial i la qual perpetua la violència, i conseqüentment, una activitat a la qual l'atribució d'esport legítim hauria de ser desarticulada.
Entre els aspectes de major crítica es troben òbviament les desenes de morts i els danys físics, tant els reparables com els irreparables, així també com que un dels objectius sigui que el contrari caigui per un cop de puny -sovint- perdent la consciència. L'Associació Mèdica Nord-americana (AMA), la qual reconeix les freqüents i variades lesions, incloent-hi les oculars i el risc a dany cerebral, dona suport per a prohibir la boxa als Estats Units, tant la boxa professional com a l'aficionada.
L'octubre del 2010, el diari Crónica, de l'Argentina va detallar els centenars de cops rebuts al cos i al cap durant la baralla de Shannon Briggs contra Vitali Klitxkó, la qual cosa va enviar a Briggs a cures intensives, així deixant a la crítica a l'entrenador per no haver llençat la tovallola.
Malgrat les morts recents el president del Consell Mundial de Boxa (CMB) des de 1975, José Sulaimán, va declarar el novembre del 2010 que la boxa és un esport segur.
Les fatalitats en la boxa han ocorregut en diverses parts del món i en distintes classes o pesos.

## Categories

### Professionals
Els boxejadors es divideixen en categories segons el seu pes. A la boxa professional les categories i límits entre les mateixes són iguals per a homes i dones, amb les excepcions que a la boxa femenina no existeix la categoria pes creuer i que el límit inferior per a la categoria pes pesant és menor.
Les següents són 17 categories existents a la boxa professional:
- Mínim o palla - menys de 47,7 kg (105 lb)
- Minimosca - 49 kg (108 lb)
- Mosca - 50,8 kg (112 lb)
- Supermosca - 52,2 kg (115 lb)
- Gall - 53,5 kg (118 lb)
- Supergall - 55,3 kg (122 lb)
- Ploma - 57,2 kg (126 lb)
- Superploma o lleuger júnior - 59 kg (130 lb)
- Lleuger - 61,2 kg (135 lb)
- Superlleuger o wèlter júnior - 63,5 kg (140 lb)
- Wèlter - 66,7 kg (147 lb)
- Superwèlter o mitjà júnior - 69,9 kg (154 lb)
- Mitjà - 72,6 kg (160 lb)
- Supermitjà - 76,2 kg (168 lb)
- Semipesant - 79,4 kg (175 lb)
- Creuer - 90,72 kg (200 lb). Només per a homes.
- Pes pesant:
  - Homes: +90,72 kg (+200 lb)
  - Dones: +79,37 kg (+175 lb)

### Amateur
A la boxa amateur els competidors també s'agrupen per categories segons el seu pes, i es diferencien segons es tracti d'homes més grans, o de dones o cadets (menors d'edat). L'Associació Internacional de Boxa Amateur (AIBA), reconeix les següents categories a la boxa amateur, a les quals nomena de la següent manera.
| Límit màxim de pes a les categories de la boxa amateur | Límit màxim de pes a les categories de la boxa amateur | Límit màxim de pes a les categories de la boxa amateur | Límit màxim de pes a les categories de la boxa amateur | Límit màxim de pes a les categories de la boxa amateur |
| --- | ------------------------------------------------------ | ------------------------------------------------------ | ------------------------------------------------------ | ------------------------------------------------------ |
| | Homes sènior i júnior                                  | Homes sènior i júnior                                  | Dones sènior i júnior                                  | Dones sènior i júnior                                  |
| | Quilos                                                 | Lliures                                                | Quilos                                                 | Lliures                                                |
| Pes mosca lleuger | 48                                                     | 105,82                                                 | 46                                                     | 101,41                                                 |
| Pes mosca | 51                                                     | 112,44                                                 | 48                                                     | 105,82                                                 |
| Pes gall | 54                                                     | 119,05                                                 | 51                                                     | 112,44                                                 |
| Pes ploma | 57                                                     | 125,66                                                 | 54                                                     | 119,05                                                 |
| Pes lleuger | 60                                                     | 132,28                                                 | 57                                                     | 125,66                                                 |
| Pes wèlter lleuger | 64                                                     | 141,10                                                 | 60                                                     | 132,28                                                 |
| Pes wèlter | 66,678                                                 | 147                                                    | 64                                                     | 141,10                                                 |
| Pes superwèlter | 69                                                     | 154                                                    | 69,853                                                 | 154                                                    |
| Pes mitjà | 75                                                     | 165,35                                                 | 69                                                     | 152,12                                                 |
| Pes semipesant | 81                                                     | 178,57                                                 | 75                                                     | 165,35                                                 |
| Pes pesant | 91                                                     | 200,62                                                 | 81                                                     | 178,57                                                 |
| Pes superpesant | Sense límit                                            | Sense límit                                            | Sense límit                                            | Sense límit                                            |
| Font: Reglament Tècnic i de Competició. Apèndix C: terminologia per a les categories de pesos i el rang de pesos, Associació Internacional de Boxa Amateur. |                                                        |                                                        |                                                        |                                                        |

Algunes federacions nacionals han establert petites modificacions al sistema de categories proposat per l'AIBA per a combats internacionals. Una d'elles és la creació d'una categoria més, per a dones, nomenada "pes mínim", amb límit màxim de 46 quilos. En la resta de les categories, existeixen també diferències pel que fa als límits. Finalment, la FEB estableix un pes màxim de 86 quilos (189,6 lb) per a la categoria superpesant a la boxa femenina, la qual cosa significa que dones amb pesos més grans a aquest límit no puguin boxejar.

## Organismes, torneigs i campionats

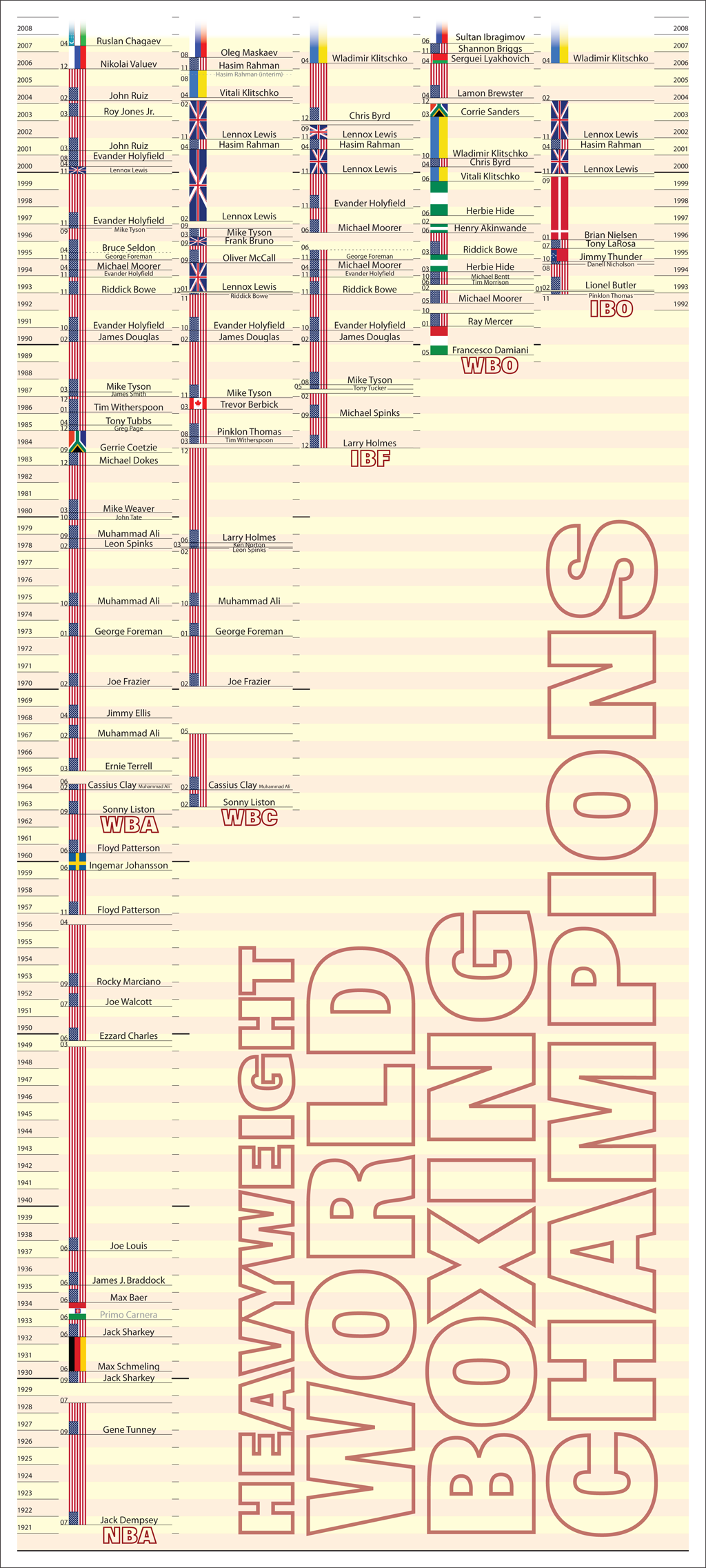
Campions dels pesos pesants des de 1920 a les cinc associacions més importants.

A diferència d'altres esports on s'atorguen trofeus, a la boxa professional el títol més gran que es pot obtenir és el cinturó de campió, tot i que als torneigs de boxa aficionada és habitual rebre trofeus. Als Jocs Olímpics s'atorguen medalles als quatre primers.
L'organització internacional de boxa professional està dividida en diverses organitzacions internacionals. Quatre d'elles solen ser més reconegudes:
- Consell Mundial de Boxa (WBC)
- Associació Mundial de Boxa (WBA)
- Federació Internacional de Boxa (IBF)
- Organització Mundial de Boxa (WBO).

Altres organitzacions internacionals són la Federació Mundial de Boxa Professional (FMBP), la Unió Mundial de Boxa (UMB), el Consell Internacional de Boxa (CIB), la Junta Mundial de Boxa (JMB), Organització Internacional de Boxa (OIB) i l'Associació Internacional de Boxa (AIB).
Cal tenir en compte a més a les organitzacions que regulen exclusivament la boxa femenina com a la Women's International Boxing Association (WIBA) i la International Females Boxers Association (IFBA).
D'altra banda, la boxa aficionada és regulada per una única organització mundial, l'Associació Internacional de Boxa Aficionada (AIBA).

## Saló de la Fama
L'esport de la boxa té dos salons de la Fama internacionalment reconeguts: el Saló Internacional de la Fama de la Boxa (IBHOF), i el Saló de la Fama de Boxa Mundial (WBHF).
El WBHF va ser fundat per Everett L. Sanders el 1980. Des dels seus inicis la WBHOF mai no ha tingut un lloc o museu permanent, cosa que ha permès al més recent, IBHOF, acaparar més publicitat i prestigi.
El saló de la fama de la boxa va ser creat arran del tribut que una localitat estatunidenca va donar a dos herois locals el 1982. La localitat de Canastota, Nova York, (la qual està com a 15 milles a l'est de Siracusa) va honrar al passat campió del món de pes wélter i al seu nebot, passat campió mundial del pes wélter Billy Backus. La gent de Canastota va recollir diners per al tribut que va inspirar la idea de crear un lloc oficial, un saló de la fama per boxejadors destacats cada any.
El saló de la Fama de la Boxa Internacional va obrir a Canastota el 1989. Els primers que hi van tenir cabuda el 1990 van ser Jack Johnson, Benny Leonard, Jack Dempsey, Henry Armstrong, Sugar Ray Robinson, Archie Moore i Muhammad Ali. La cerimònia d'inducció al saló de la fama es porta a terme cada any al juny, com a part d'un esdeveniment de quatre dies.
Els seguidors que arriben a Canastota per al cap de setmana en què es duen a terme les induccions gaudeixen d'una sèrie d'esdeveniments que inclouen sessions d'autògrafs amb horaris establerts, exhibicions de boxa, una desfilada de presents i passats púgils que hi han entrat, i la cerimònia mateixa d'inducció.